# Qanat

Esquema d'un qanat

Un qanat o kariz (també conegut com a foggara al Nord d'Àfrica) és un canal subterrani inclinat suaument per transportar aigua des d'un aqüífer o pou d'aigua fins a la superfície per regar i beure, que és una forma d'aqüeducte subterrani. Construït inicialment a l'Iran, l'Iraq i altres societats, és un antic sistema de subministrament d'aigua procedent d'un pou profund, que fa ús d'una sèrie d'eixos d'accés vertical. Els qanats continuen creant un subministrament fiable d'aigua per als assentaments humans i el reg en climes càlids, àrids i semiàrids, però el valor d'aquest sistema està directament relacionat amb la qualitat, el volum i la regularitat del flux d'aigua. Tradicionalment, els qanats s'han construït a mà d'obra a l'Iran per un grup de treballadors qualificats, conegut com a kariz gar. Històricament, la professió era ben pagada i normalment es transmetia de pares a fills.
Als Països Catalans hi ha ón mines d'aigua o fonts de mina, d'origen romà o d'origen àrab, conegudes a Castella com viajes de agua.
Segons la majoria de fonts, la tecnologia dels qanats va ser desenvolupada a l'antic Iran pels perses en algun moment de principi del primer mil·lenni aC i es va estendre d'allà lentament cap a l'oest i cap a l'est. No obstant això, algunes altres fonts suggereixen un origen del sud-est àrab. A més a més, hi a proves de que es van desenvolupar sistemes anàlegs de forma independent a la Xina i Amèrica del Sud, concretament al sud del Perú.

## Variants ortogràfics i sinònims
En anglès, la paraula té algunes vairants com ara kanat, khanat, kunut, kona, konait, ghanat, ghundat.
Qanat (àrab: قناة, qanāt) és una paraula àrab que significa ‘canal'. En persa, les paraules per a qanat són kārīz o kārēz (en persa كاريز) i, derivada de la paraula anterior, kāhrēz (en persa كاهریز). La paraula qanāt (en persa قنات) també s'utilitza en persa. Altres noms per a qanat inclouen kahan (persa: کهن), kahn, en balutxi, kahriz i kəhriz en àzeri; khettara, en àrab del Marroc; galerías, minas o viajes de agua, en castellà; falaj (àrab: فلج) en àrab dels Emirats Àrabs Units i Oman, i foggara o fughara, a l'Àfrica del Nord. Els termes alternatius per als qanats a Àsia i el nord d'Àfrica són kakuriz, chin-avulz i mayun.

## Orígens
Tradicionalment és reconegut que la tecnologia prové de l'Iran antic algun cop en el primerenc 1r BCE de mil·lenni, i estès d'allà a poc a poc cap a occident i orient. Consegüentment, algunes fonts estatal qanats va ser inventat dins Iran abans 1000 BCE i tan lluny enrere mentre 3000 BCE 
. Consegüentment, el qanats de Gonabad ha estat calculat per ser gairebé 2700 anys.
In 2002, archaeologist Walid Yasin Al Tikriti provided a counterpoint that the qanat did not originate in Persia. As evidence, he noted seven Iron Age aflaj recently discovered in the Al Ain area of the UAE which were dated back to the first millennium BCE based on sherds, pottery, fireplaces, and architecture. Tikriti pointed to excavations in Sharjah, by the French archaeological team working there, as well as a German team working in Oman, of possible Iron Age aflaj. He concludes that the technology originated in South East Arabia and was taken to Persia, likely by the Sasanian conquest of the Oman peninsula.
El 2013, Boualem Remini i Bachir Achour van afirmar que l'origen de la tecnologia qanat és incert, tot i que van confirmar que la tecnologia s'utilitzava al nord-oest de l'Iran cap al 1000 aC.
El 2016, Rémy Boucharlat en el seu article Qanāt i Falaj: innovacions policèntriques i multiperiodes Iran i els Emirats Àrabs Units com Case Studie s, va afirmar que l'atribució de la tecnologia als iranians a principis del primer mil·lenni aC és una posició que no pot durar més temps. es mantingui. Mentre que Boucharlat sosté que les evidències arqueològiques indiquen una innovació policèntrica en lloc d'una difusió radial.

## Característiques tècniques

Secció d'un Qanat

| «                                       | A les regions àrides i semiàrides, a causa de l'alta evaporació, les rutes de transport eren en forma de qanats, que condueixen les aigües subterrànies a les zones de consum al llarg dels túnels. A la llarga, el sistema de qanat no només és econòmic, sinó que també és sostenible per a la irrigació i els propòsits agrícoles. Se sabia que el flux d'aigua subterrània depenia de la mida del gra dels sediments i, per tant, els túnels dels qanats s'omplen de material més gruixut. que les formacions geològiques de les mànegues circumdants. Els qanats es construeixen principalment al llarg de les valls on es dipositen els sediments del quaternari. | » |
| — Underground Aqueducts Handbook (2016) | |   |

Els qanats es construeixen com una sèrie de Pou verticals, connectats per túnels amb una suau inclinació. Els Qanats lliuren a la superfície grans quantitats d'aigua subterrània sense necessitat de bombament. L'aigua drena per gravetat, normalment des d'un aqüífer situant en un terreny alt, amb destinació a una font situada a un nivell inferior. Els qanats permeten transportar aigua a llargues distàncies en climes secs i calorosos sense que hi hagi cap pèrdua d'aigua per evaporació.
No s'ha de confondre el qanat amb el túnel de flux de fonts típic de la zona muntanyosa al voltant de Jerusalem. Tot i que tots dos són túnels excavats dissenyats per extreure aigua pel flux de gravetat, hi ha diferències crucials. En primer lloc, l'origen del qanat va ser un pou que es va convertir en una font artificial. En canvi, l'origen del túnel de flux primaveral va ser el desenvolupament d'una font natural per renovar o augmentar el cabal després d'una recessió del nivell freàtic. En segon lloc, els eixos essencials per a la construcció de qanats no són essencials per als túnels de flux primaveral.
És molt comú que un qanat comenci per sota dels contraforts de les muntanyes, on el nivell freàtic és el més proper a la superfície. A partir d'aquesta font, el túnel del qanat s'inclina suaument cap avall, convergint lentament amb el pendent més pronunciat de la superfície terrestre que hi ha a sobre, i l'aigua finalment desemboca sobre el terreny on es troben els dos nivells. Per connectar una zona agrícola o poblada amb un aqüífer, els qanats sovint s'han d'estendre a distàncies llargues.
Els qanats de vegades es divideixen en una xarxa de distribució subterrània de canals més petits anomenats kariz. Igual que els qanats, aquests canals més petits estan sota terra per evitar la contaminació i l'evaporació. En alguns casos, l'aigua d'un qanat s'emmagatzema en un embassament, normalment amb flux de nit emmagatzemat per al seu ús diürn. Un ab anbar és un exemple d'un dipòsit tradicional persa alimentat per qanat per a beure aigua.
El sistema qanat té l'avantatge de ser resistent a desastres naturals com terratrèmols i inundacions i de destruir deliberadament durant la guerra. A més, és gairebé insensible als nivells de precipitació, donant un flux amb només variacions graduals dels anys humits a secs. Des d'una perspectiva de sostenibilitat, els qanats només s'alimenten per gravetat i, per tant, tenen un baix cost d'operació i manteniment un cop construït. Els qanats transfereixen aigua dolça des de l'altiplà de la muntanya a les planes baixes amb un sòl més salat. Això ajuda a controlar la salinitat del sòl i a prevenir la desertificació.

## Importància
El valor del qanat està directament relacionat amb la qualitat, el volum i la regularitat del flux d'aigua. Gran part de la població de l'Iran i d'altres països àrids d'Àsia i el nord d'Àfrica depenia històricament de l'aigua dels qanats; les àrees de població corresponien estretament a les zones on són possibles els qanats. Tot i que un qanat era costós de construir, el seu valor a llarg termini per a la comunitat i, per tant, per al grup que va invertir en construir-lo i mantenir-lo, va ser substancial.

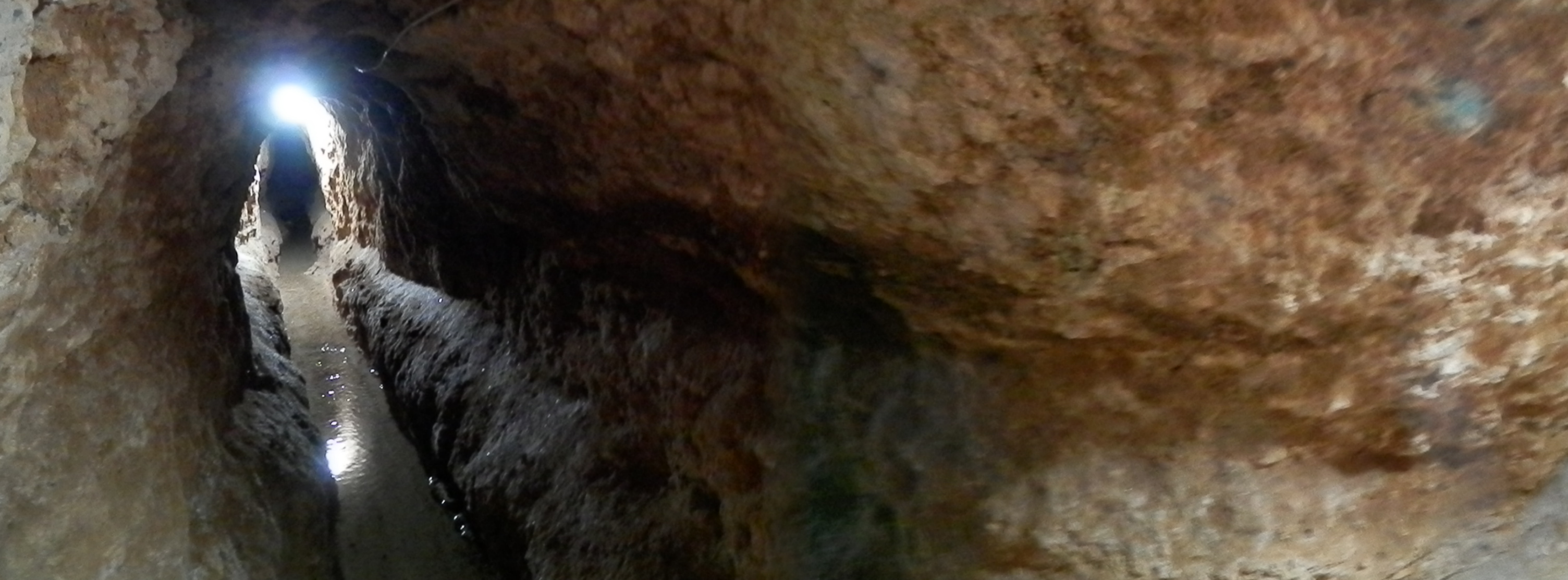
Un túnel de qanat a prop d'Esfahan

## Funcions comunes a les regions que fan servir la tecnologia qanat
La tecnologia qanat s'utilitza de forma més àmplia en zones amb les següents característiques:
- L'absència de rius més grans amb cabals tot l'any suficients per afavorir el reg
- Proximitat de zones potencialment fèrtils a muntanyes o serralades riques en precipitacions
- Clima àrid amb elevats índexs d'evaporació superficial, de manera que els embassaments superficials i els canals comportarien pèrdues elevades
- Un aqüífer a la zona potencialment fèrtil massa profund per a l'ús convenient de pous simples

## Impacte dels qanats en els patrons d'assentament
Una ciutat o ciutat típica de l'Iran i d'altres llocs on s'utilitza el qanat té més d'un qanat. Els camps i els jardins es troben sobre els qanats a poca distància abans que surtin del terra i per sota de la sortida superficial. L'aigua dels qanats defineix tant les regions socials de la ciutat com la distribució de la ciutat.
L'aigua és més fresca, neta i fresca a la part alta i hi viuen persones més pròsperes a la sortida o immediatament aigües amunt de la sortida. Quan el qanat encara està sota terra, l'aigua s'extreu cap a la superfície mitjançant pous d'aigua o pous perses impulsats per animals. Els embassaments subterranis privats podrien subministrar també cases i edificis per a ús domèstic i reg de jardins. A més, el flux d'aire del qanat s'utilitza per refredar una sala d'estiu subterrània (xabestan) que es troba a moltes cases i edificis més antics.
Aigües avall de la sortida, l'aigua corre a través de canals superficials anomenats jubs (jūbs) que corren cap avall, amb branques laterals per portar l'aigua al barri, als jardins i als camps. Normalment, els carrers són paral·lels als brancals i les branques laterals. Com a resultat, les ciutats i els pobles s'orienten d'acord amb el gradient del terreny; es tracta d'una resposta pràctica a una distribució eficient de l'aigua en terrenys variables.
The lower reaches of the canals are less desirable for both residences and agriculture. The water grows progressively more polluted as it passes downstream. In dry years the lower reaches are the most likely to see substantial reductions in flow.

## Mines d'aigua a Catalunya
Tot i que tota aigua que entra a la mina s'origina per les precipitacions atmosfèriques, es distingeix entre aigua de superfície i aigua del mantell freàtic. L'aigua de superfície entra a la mina a través d'obertures a la superfície de la terra. Durant fortes pluges, l'aigua es filtra al terra i forma les aigües subterrànies quan arriba a les capes de roca impermeable.
A la península Ibèrica hi ha diversos exemples espargits arreu del territori, especialment al sud-est peninsular i a Canàries, com al municipi alacantí de Crevillent o el murcià de Puerto Lumbreras. Les nombroses mines d'aigua de Riudoms en fan un exemple representatiu. Així mateix també s'han trobat vestigis de qanats a Fuentelapeña a Zamora, Madrid i a l'illa de Mallorca. En època romana també se'n construïren a bastament i fins a l'actualitat hi ha mines d'aigua que abasteixen els aqüeductes de Roma.
Els encarregats de la construcció i manteniment de les mines s'anomenen minaires o minadors. Tradicionalment l'ofici de minaire ha estat un ofici familiar, que s'ha passat de pares a fills constituint veritables nissagues de minaires.

### Els saurins
Per a iniciar la construcció d'una mina, en primer lloc calia localitzar la veta d'aigua subterrània, o mantell freàtic, que es volia explotar. Per a fer-ho hi havia unes persones que, per mitjà de pèndols o varetes, s'atribuïen la capacitat de sentir el pas de les aigües sota terra. Aquestes persones, capaces de localitzar bosses subterrànies d'aigua, s'anomenaven saurins. No s'ha pogut demostrar científicament que les capacitats sensorials d'aquestes persones fossin reals però si que és cert que tothom els demanava, en alguns casos pagant una quantitat de diners i en d'altres casos de franc, sempre que es volia fer un pou nou o una mina.

### Els pous de prova

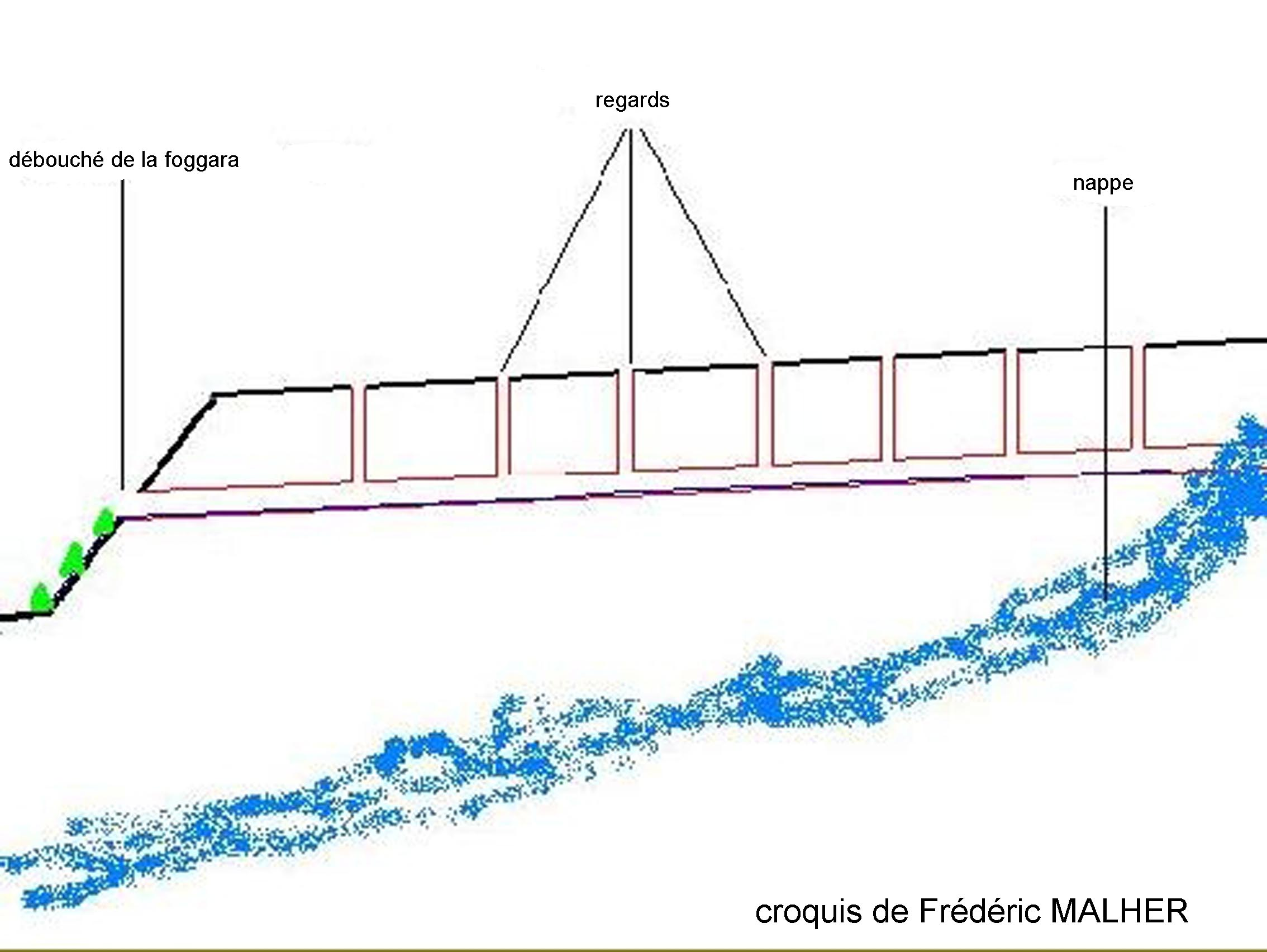
Secció d'una mina d'aigua

Un cop el saurí havia marcat la zona on creia que es trobaria aigua acceptable o suficient es perforaven els pous de prova. Es feien un parell de pous en la zona que es creia que hi havia la veta d'aigua per tal de comprovar si aquesta veta era suficientment bona com per a ser explotada amb garanties. Es volia assegurar que hi havia prou cabal d'aigua subterrània explotable que justifiques la construcció d'una mina. Fer una mina era una despesa molt important i abans de començar les obres calia assegurar-se que hi hauria un bon cabal d'aigua.
Aquests primers pous, on brollava l'aigua de la capa freàtica, eren anomenats naixements o caps de mina, ja que estaven situats al final de la galeria de minat i esdevenien, un cop construïda la galeria, els principals punts de captació de l'aigua subterrània. Les mines podien ser ampliades amb nous treballs de minat i llavors es podien localitzar nous naixements i nous caps de mina.

### Els drets de minar
Si es considerava que la capa freàtica localitzada era apropiada per a la construcció de la mina llavors calia demanar els permisos per a fer-la. Per a explotar les aigües subterrànies, que s'havien localitzat en una finca, calia comprar els drets de minar al propietari d'aquells terrenys i també calia comprar els drets de pas de les galeries de minat per totes les finques que fos necessari. Els drets de minar i de pas algunes vegades es pagaven amb parts de l'aigua que es trobaria al fer la mina i d'altres vegades amb diners.

### Els pous de registre

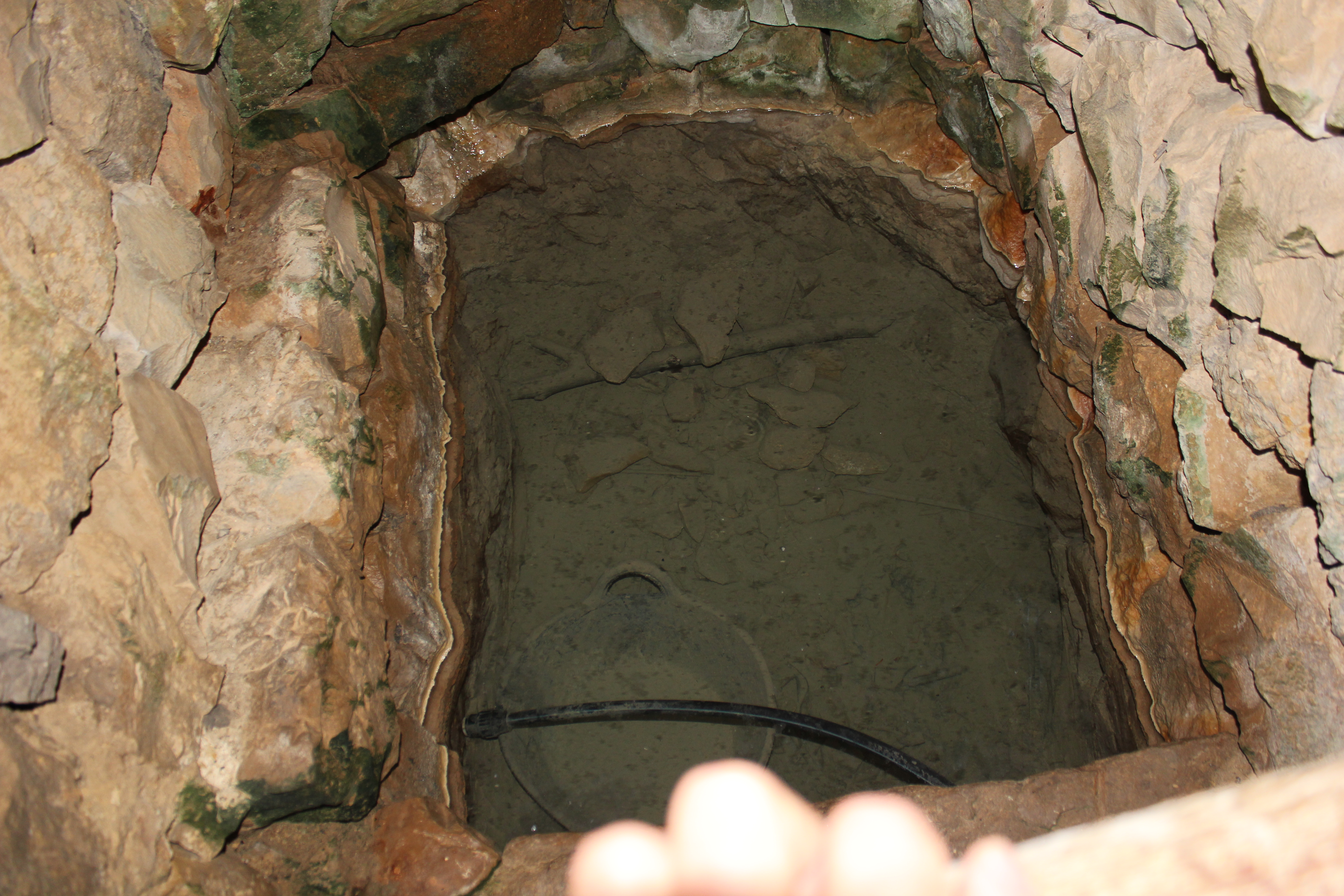
Pou de mina a la Trapa (Andratx, Mallorca).

Un cop es disposava dels permisos ja es podien iniciar els treballs. La mina es construïa per trams anomenats colls de mina. El coll de mina és el tram de galeria comprès entre dos pous de registre. Els minaires iniciaven l'excavació de la mina en el punt més baix, on havia de sortir a la superfície l'aigua trobada a més alçada. Des d'aquest punt més baix, anomenat boca de mina, els minaires anaven excavant la galeria direcció als naixements. Si la galeria a excavar era llarga llavors calia fer pous intermedis anomenats pous de registre. Els pous de registre servien per a tenir ventilació dins la galeria i poder anar extraient la sorra de l'excavació i poder baixar els materials necessaris per a revestir la galeria de minat. Així el minaire anava fent trams, o colls de mina, tot avançant cap a la capa freàtica, que s'havia localitzat amb els pous de prova, unint els diferents pous de registre per sota terra.
No tots els pous de registre es mantenien oberts un cop finalitzada l'excavació de la mina. La majoria es tapaven per evitar la caiguda d'animals o materials que poguessin embrutar l'aigua o per seguretat de les persones. Si que en deixaven alguns amb portella per tal de poder accedir a la mina i fer els treballs de manteniment.

### La galeria de mina

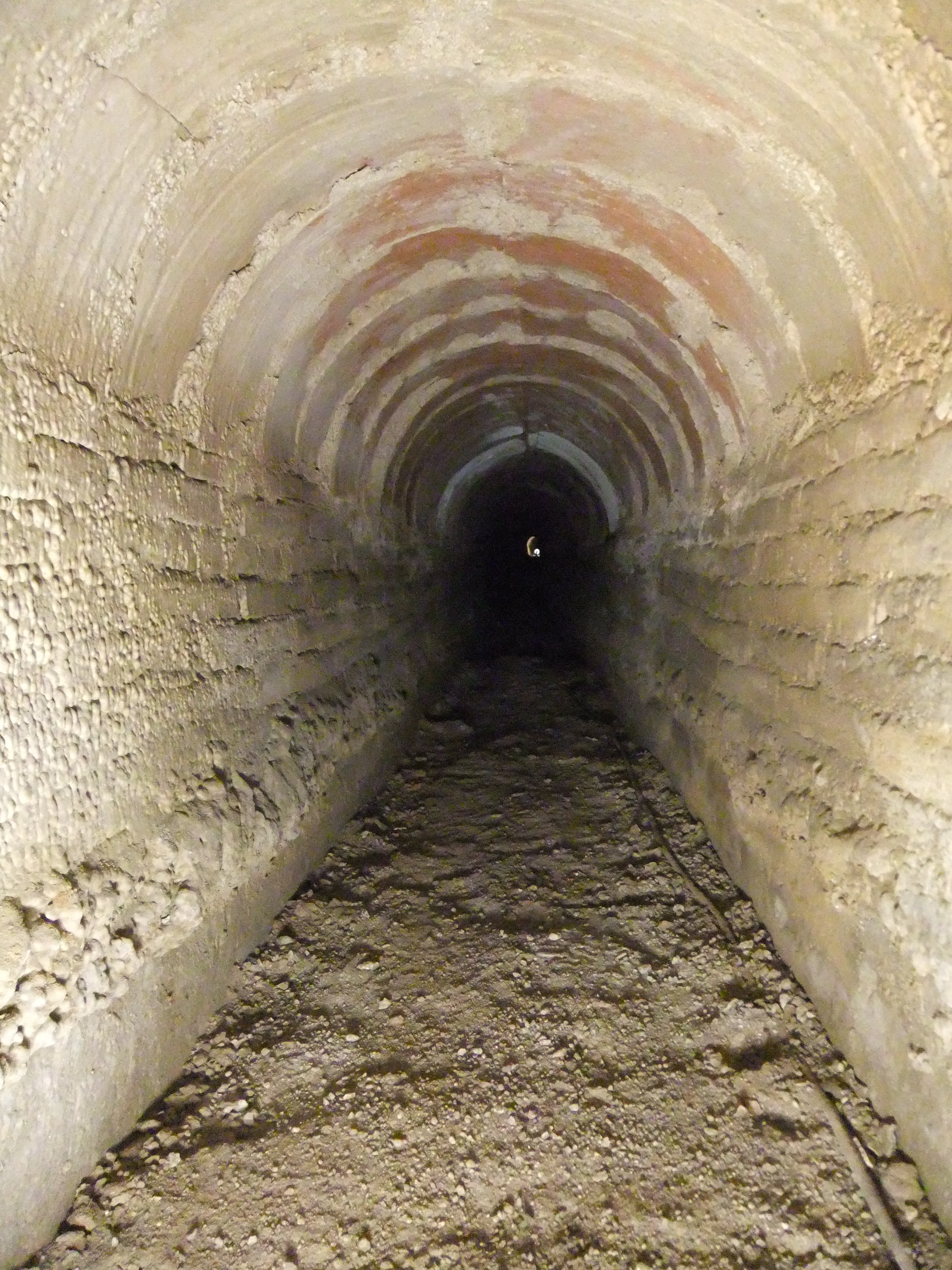
Coll de mina

El minaire sempre anava al davant picant la terra amb el picot i fent camí, els aprenents al darrere anaven omplint els cabassos de sorra i els anaven portant cap als pous de registre i cap a l'exterior. Els aprenents baixaven dins la mina tots els maons i les corbes per tal que el minaire pogués anar revestint el túnel de la mina per evitar els ensorraments. Era una feina complicada, anar foradant i revestint, treballant amb l'única claror del llum d'oli.
Els minaires anaven perforant fins que aconsegueixen punxar la veta d'aigua subterrània i arribar als pous de prova, als naixements. Un cop trobaven la veta d'aigua l'anaven resseguint per sota terra per tal que l'aigua subterrània anés entrant dins de la mina. La connexió amb els naixements era l'últim que es practicava, ja que un cop l'aigua començava a circular per dins la mina resultava més incòmode treballar-hi. Els trams de mina en què aquesta travessa l'aqüífer són els colls de mina filtrants que per tal de facilitar l'entrada d'aigua es revesteixen en sec, amb els maons i corbes sense ser lligats amb morter. Al no fer servir ciment l'aigua pot entrar entre els maons; les parets i sostre de la mina es converteixen en un colador que deixa passar l'aigua però reté la sorra.

### Morfologia de les galeries

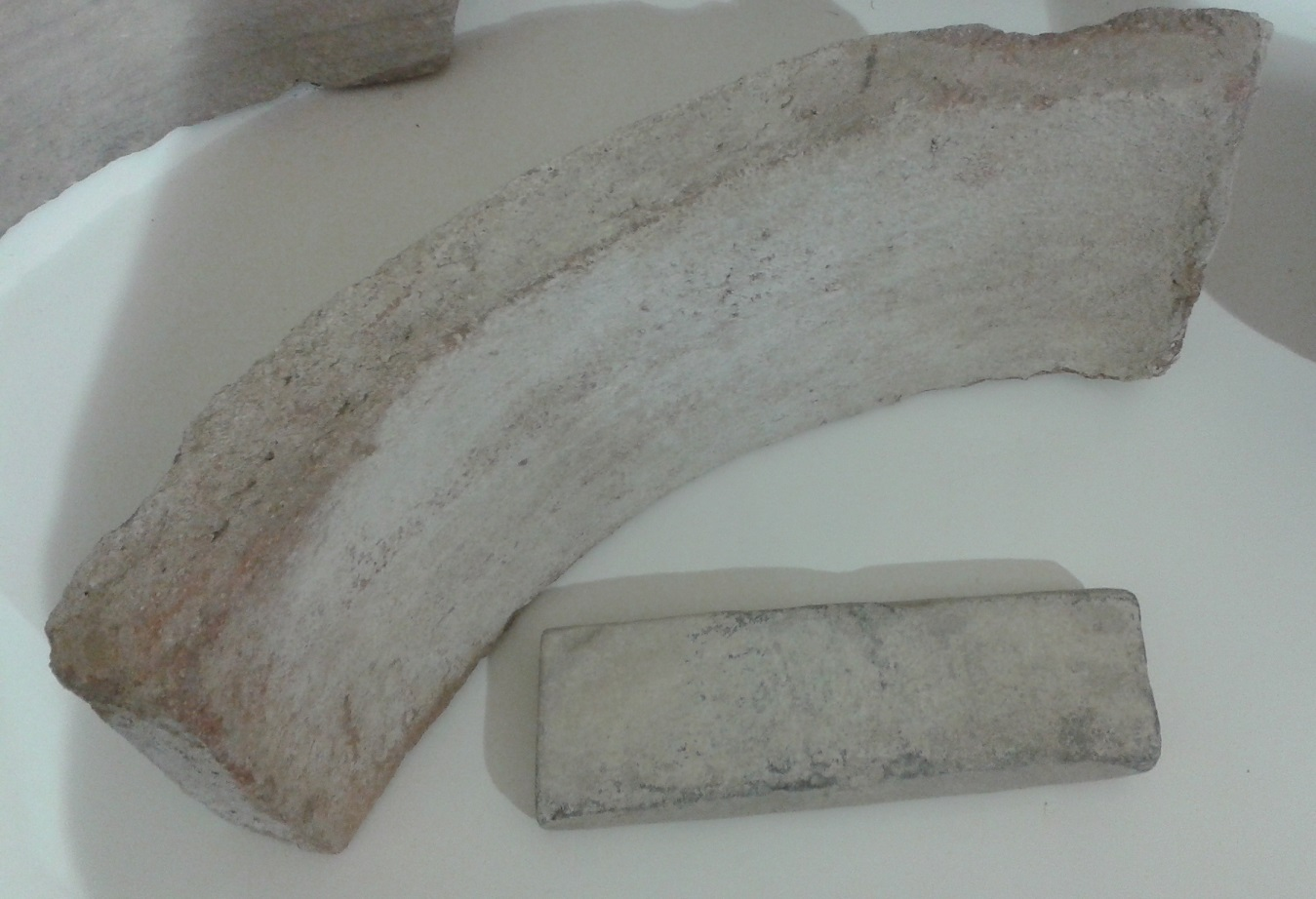
Corba i pitxolí

Les galeries d'aigua tenen un perfil antropomòrfic. Amb unes mides que oscil·len entre els 60 i els 80 centímetres d'ample i una alçada entre 150 i 180 centímetres, encara que hi ha mines amb una alçada molt més baixa. Són per tant espais de reduïdes dimensions. Això era degut a la necessitat d'estalvi; com més gran és el pas de la galeria més jornals d'excavació es necessiten i més material de revestiment calia. Afegir una sola filada més de maons a cada paret, per a fer la mina més alta, representa una gran quantitat de maons al llarg de tota la galeria.
Els maons massissos utilitzats en les mines són anomenats pitxolins i són més estrets que els maons normals. El sostre es feia apuntant dos peces de ceràmica anomenades corbes, que tenen la forma d'un quart de circumferència, aquest sostre de volta era conegut com el paladar de la mina.
No tots els trams de galeria es revestien amb obra, si el terreny era prou resistent es deixava la terra vista. Així mateix no totes les mines tenen una canal a la base per a recollir l'aigua. Hi ha mines on l'aigua circula per una canal, d'altres ho fa amb una canonada i d'altres no tenen cap sistema de recollida: l'aigua hi circula a l'estesa. Aquestes últimes normalment no tenen canal perquè porten molta aigua que inunda tota la base de la galeria de minat.

### El repartiment de l'aigua
Si la mina era d'un sol propietari aquest disposava de l'aigua segons li convingués: enviant-la a una bassa per al reg, o per a moure un molí, o per a l'ús de boca. Però si en la construcció hi havien intervingut diverses persones, aportant capital o drets de minar, llavors l'aigua es repartia entre els interessats.
El repartiment de l'aigua es feia mitjançant caixes de plom on s'hi practicaven diversos forats per a fer les parts d'aigua que corresponien a cadascú. Aquestes caixes s'anomenaven repartidors i estaven situades en unes torretes d'obra anomenades torres d'aigua o pilars repartidors. Les parts es feien amb una mesura de cabal que s'anomenava ploma i que era establerta per les autoritats municipals.

## Construcció
Tradicionalment els qanats són construïts per un grup de treballadors qualificats, muqannīs, amb mà d'obra. Històricament, la professió pagava bé i normalment es transmetia de pare en fill.

### Preparatius

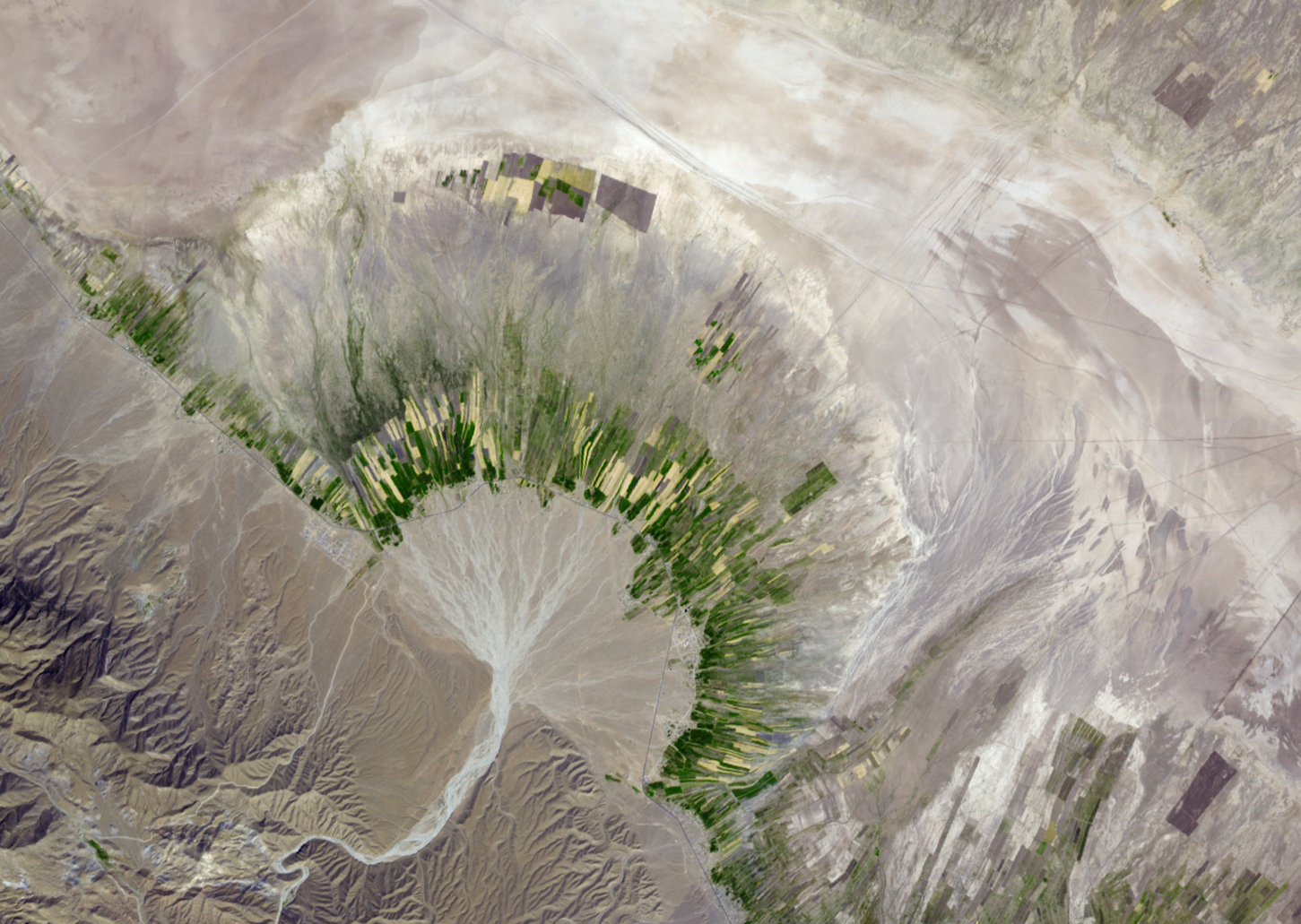
Ventilador al·luvial al sud de l'Iran. Imatge del satèl·lit Terra de la NASA

El primer pas crític en la construcció del qanat és identificar una font d'aigua adequada. La cerca comença al punt on el ventall al·luvial es troba amb les muntanyes o els contraforts; l'aigua és més abundant a les muntanyes a causa de l'elevació orogràfica i l'excavació al ventall al·luvial és relativament fàcil. Els muqannī segueixen la pista dels principals cursos d'aigua que provenen de les muntanyes o dels contraforts per identificar evidències d'aigua subterrània com vegetació d'arrels profundes o filtracions estacionals. A continuació, es cava un pou d'assaig per determinar la ubicació de la capa freàtica i determinar si es disposa d'un cabal suficient per justificar la construcció. Si es compleixen aquests requisits previs, la ruta es traça per sobre del terreny.
Cal equipar l'equip. L'equipament és senzill: contenidors (normalment bosses de cuir), cordes, bobines per elevar el contenidor a la superfície del cap de l'eix, hacheres i pales per excavar, llums, nivells espirituals o plomades i cordes. Depenent del tipus de sòl, també es poden necessitar revestiments de qanat (normalment cèrcols de fang cuits).
Tot i que els mètodes de construcció són simples, la construcció d'un qanat requereix una comprensió detallada de la geologia subterrània i un grau de sofisticació en enginyeria. El gradient del qanat s'ha de controlar acuradament: un gradient massa poc profund no produeix cap flux i un gradient massa fort provocarà una erosió excessiva, col·lapsant el qanat. I la lectura errònia de les condicions del sòl comporta col·lapsos, que en el millor dels casos requereixen una àmplia reelaboració i, en el pitjor dels casos, són fatals per a la tripulació.

### Excavació
La construcció d'un qanat sol ser realitzada per una tripulació de 3-4 muqannīs. Per a un qanat poc profund, un treballador sol excavar l'eix horitzontal, aixeca la terra excavada de l'eix i distribueix la terra excavada a la part superior.
The crew typically begins from the destination to which the water will be delivered into the soil and works toward the source (the test well). Vertical shafts are excavated along the route, separated at a distance of 20–35 m. The separation of the shafts is a balance between the amount of work required to excavate them and the amount of effort required to excavate the space between them, as well as the ultimate maintenance effort. In general, the shallower the qanat, the closer the vertical shafts. If the qanat is long, excavation may begin from both ends at once. Tributary channels are sometimes also constructed to supplement the water flow.
La majoria dels qanats a l'Iran tenen menys de 5 km de longitud a prop de Kerman. Els eixos verticals solen oscil·lar entre 20 a 200 m (66 a 656 ft) en profunditat, tot i que s'han registrat qanats a la província de Khorasan amb arbres verticals de fins a 275 m (902 ft). Els eixos verticals suporten la construcció i el manteniment del canal subterrani, així com l'intercanvi d'aire. Els eixos profunds requereixen plataformes intermèdies per simplificar el procés d'eliminació del sòl.
La velocitat de construcció depèn de la profunditat i la naturalesa del terreny. Si la terra és tova i fàcil de treballar, als 20 m (66 ft) profunditat una tripulació de quatre treballadors pot excavar una longitud horitzontal de 40 m (130 ft) per dia. Quan l'eix vertical arriba als 40 m (130 ft), poden excavar només 20 metres horitzontalment al dia i a 60 m (200 ft) de profunditat aquesta baixa per sota dels 5 metres horitzontals al dia. A Algèria, la velocitat habitual és de només 2 m (6.6 ft) per dia a una profunditat de 15 m (49 ft). Va fer menester anys fins a dècades per a construir els qanats més llargs i profunds (molts que són)s.
El material excavat sol transportar-se mitjançant bosses de cuir pels eixos verticals. Es posa al voltant de la sortida de l'eix vertical, i així fa una barrera que impedeix que els residus bufats pel vent o la pluja entrin als eixos. Aquests monticles es poden cobrir per a protegir-lo millor. Des de l'aire, aquests eixos semblen una cadena de cràters de bomba.
El canal de conducció d'aigua del qanat ha de tenir un pendent descendent suficient perquè l'aigua flueixi fàcilment. Tanmateix, el gradient descendent no ha de ser tan gran com per crear condicions en les quals l'aigua transiti entre el flux supercrític i el subcrític ; si això es produeix, les ones que en resulten poden provocar una erosió severa que pot danyar o destruir el qanat. L'elecció del talús és un equilibri entre l'erosió i la sedimentació. Els túnels molt inclinats estan sotmesos a més erosió a mesura que l'aigua flueix a una velocitat més alta. D'altra banda, els túnels menys inclinats necessiten un manteniment freqüent a causa del problema de la sedimentació. Un gradient descendent més baix també contribueix a reduir el contingut sòlid i la contaminació a l'aigua. En els qanats més curts, el gradient descendent varia entre 1: 1000 i 1: 1500, mentre que en els qanats més llargs pot ser gairebé horitzontal. Aquesta precisió s'obté rutinàriament amb un nivell espiritual i una corda.
En els casos en què el gradient sigui més pronunciat, es poden construir cascades subterrànies amb característiques de disseny adequades (generalment revestiments) per absorbir l'energia amb una mínima erosió. En alguns casos, s'ha aprofitat l'energia de l'aigua per alimentar molins subterranis. Si no es pot construir la sortida del qanat a prop de l'assentament, cal afegir-hi un jub o el canal de superfície. Això s'evita quan és possible per limitar la contaminació, l'escalfament i la pèrdua d'aigua per evaporació.

### Manteniment
Es poden cobrir els eixos verticals per minimitzar la sorra bufada. Els canals dels qanats s'han d'inspeccionar periòdicament per detectar l'erosió o les excavacions, netejar-los de sorra i fang i reparar-los d'una altra manera. Per seguretat, s'ha d'assegurar el flux d'aire abans de l'entrada.

### Restauració
S'han restaurat alguns qanats danyats. Per ser sostenible, la restauració ha de tenir en compte molts factors no tècnics que comencen pel procés de selecció del qanat a restaurar. A Síria, es van triar tres llocs en funció d'un inventari nacional realitzat el 2001. Un dels tres, el Drasiah qanat de Dmeir, es va completar el 2002. Els criteris de selecció incloïen la disponibilitat d'un flux d'aigua subterrània constant, la cohesió social i la voluntat de contribuir a la comunitat que fa servir el qanat i l'existència d'un sistema actiu de drets sobre l'aigua.

## Aplicacions dels qanats

### Reg i subministrament d'aigua potable
Les principals aplicacions dels qanats són per al reg, el subministrament d'aigua al bestiar i el subministrament d'aigua potable. Altres aplicacions inclouen refrigeració i emmagatzematge de gel.

### Refredament

Torre del vent i qanat que s'utilitzen per refredar-se

Els qanats que tenen una torre de vent poden subministrar refrigeració i aigua. Una torre de vent és una estructura semblant a una xemeneia situada sobre la casa; de les quatre obertures, la contrària a la direcció del vent s'obre per fer sortir l'aire fora de la casa. L'aire que entra és extret d'un qanat situat a sota de la casa. El flux d'aire a través de l'obertura de l'eix vertical crea una pressió més baixa (per l'efecte Bernoulli) i treu aire fresc del túnel del qanat, que s'hi barreja. L'aire del qanat s'atrau cap al túnel a certa distància i es refreda tant pel contacte amb les parets i l'aigua fresques del túnel com per la transferència de calor latent d'evaporació. En climes secs i deserts, això pot abaixer de 15 °C la temperatura de l'aire provinent del qanat; l'aire barrejat encara se sent sec, de manera que el soterrani és fresc i un grau d'humitat comfortable. La torre de vent i el refredament del qanat s'utilitzen en climes desèrtics des de fa més de mil anys.

### Emmagatzematge de gel

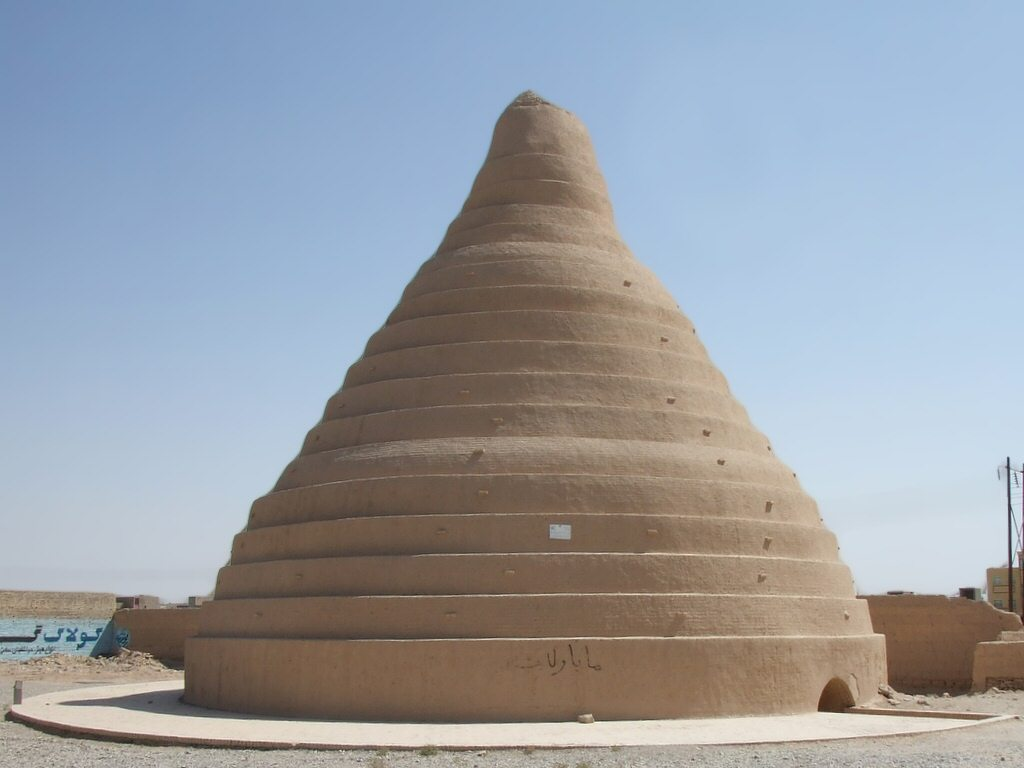
Yakhchal a la província de Yazd

Cap al 400 aC, els enginyers perses ja dominaven la tècnica per emmagatzemar gel a mitjan estiu al desert.
El gel es podia portar durant els hiverns des de muntanyes properes. Però, amb un mètode més habitual i sofisticat, van construir un mur en direcció est-oest prop del yakhchal (pou de gel). A l'hivern, l'aigua del qanat es canalitzaria cap al costat nord de la paret, l'ombra de la qual feia que l'aigua es congelés més ràpidament, augmentant el gel format cada dia d'hivern. Després, el gel es va emmagatzemar en yakhchals, refrigeradors especialment dissenyats i refrigerats de manera natural. Es connectava un gran espai subterrani amb gruixudes parets aïllades a un qanat i es feia servir un sistema de captadors de vent o torres de vent per treure aire subterrani fresc del qanat per mantenir les temperatures a l'interior de l'espai a nivells baixos, fins i tot durant els calorosos dies d'estiu. Com a resultat, el gel es va fondre lentament i va estar disponible durant tot l'any.

## Qanats per països

Probable difusió de la tecnologia Qanat

### Àsia

#### Afganistan
Els Qanats s'anomenen Kariz a Dari (persa) i pashto i s'utilitzen des del període preislamic. Es calcula que al segle XX s'utilitzaven més de 20.000 karize. El Kariz funcional més antic de més de 300 anys i 8 quilòmetres de llarg es troba a la província de Wardak i encara proporciona aigua a prop de 3.000 persones. La incessant guerra dels darrers 30 anys ha destruït algunes d'aquestes antigues estructures. En aquests temps de problemes, el manteniment no sempre ha estat possible. Per afegir-ho, a partir de 2008 el cost de la mà d'obra s'ha elevat molt i ja no és possible mantenir les estructures de Kariz. La manca d'artesans qualificats que tinguin els coneixements tradicionals també comporta dificultats. Alguns dels grans agricultors abandonen el seu Kariz, que ha estat a les seves famílies de vegades des de fa segles, i es traslladen a tubs i excaven pous recolzats per bombes de gasoil.
No obstant això, el govern de l'Afganistan és conscient de la importància d'aquestes estructures i s'estan fent tots els esforços per reparar, reconstruir i mantenir (a través de la comunitat) el kariz. El Ministeri de Rehabilitació i Desenvolupament Rural juntament amb ONG nacionals i internacionals estan fent l'esforç.
El 2009 encara hi havia sistemes de qanat operatius. Es diu que les forces americanes van destruir involuntàriament alguns dels canals durant l'expansió d'una base militar, creant tensions entre elles i la comunitat local. Alguns d'aquests túnels s'han utilitzat per emmagatzemar subministraments i per traslladar homes i equips sota terra.

#### Armènia
Els qanats s'han conservat a Armènia a la comunitat de Shvanidzor, a la província sud de Siunik, al límit amb l'Iran. Els qanats s'anomenen kahrezes en armeni. Hi ha 5 kahrezes a Shvanidzor. Quatre d'ells es van construir al XII-XIVc, fins i tot abans de la fundació del poble. El cinquè kahrez es va construir el 2005. L'aigua potable travessa els kahrezs I, II i V. Kahrez III i IV es troben en bastant mal estat. A l'estiu, especialment al juliol i a l'agost, la quantitat d'aigua arriba al mínim, creant una situació crítica al sistema d'abastiment d'aigua. Tot i això, les kahrezes són la principal font d'aigua potable i de reg per a la comunitat.

#### Azerbaidjan
El territori de l'Azerbaidjan va acollir nombrosos kahrizis fa molts segles. Les troballes arqueològiques suggereixen que molt abans del segle IX dC, a l'Azerbaidjan s'utilitzaven kahrizis mitjançant les quals els habitants portaven aigua potable i de reg als seus assentaments. Tradicionalment, els kahrizis eren construïts i mantinguts per un grup de paletes anomenats "kankans" amb treball manual. La professió es va transmetre de pare en fill.
Es calcula que fins al segle xx hi havia a l'Azerbaidjan prop de 1500 kahrizis, dels quals fins a 400 a la República Autònoma de Nakhichevan. No obstant això, després de la introducció de pous elèctrics i de bombes de combustible durant l'època soviètica, es van descuidar els kahrizis.
Avui s'estima que n'hi ha encara uns huit-cents d'actius l'Azerbaidjan que són claus per a la vida de moltes comunitats.

##### Organització Internacional per a les Migracions i el Renaixement de Kahriz
El 1999, a petició de les comunitats de Nakhichevan, tenint en compte les necessitats i prioritats de les comunitats, especialment les dones com a principals beneficiàries, l'OIM va començar a implementar un programa pilot per rehabilitar els kahrizis. El 2018 l'OIM va rehabilitar més de 163 kahrisis amb fons del Programa de les Nacions Unides per al Desenvolupament (PNUD), la Comissió Europea (CE), l'Agència Canadenca de Desenvolupament Internacional (ACDI), l'Agència Suïssa per al Desenvolupament i la Cooperació (SDC) i l'Oficina de Població, Refugiats., i Migració, Departament d'Estat dels EUA (BPRM) i l'autoaportació de les comunitats locals.

##### Projecte de rehabilitació de kahriz de KOICA i OIM a l'Azerbaidjan
El 2010, l'OIM va iniciar un projecte de rehabilitació de kahriz amb fons de l'Agència de Cooperació Internacional de Corea (KOICA). Durant la primera fase de l'acció que va durar fins al gener del 2013, s'han renovat un total de 20 kahrisis a la part continental de l'Azerbaidjan. El juny de 2018, es va posar en marxa la Segona Fase i el 2022, l'OIM i KOICA pretenen renovar totalment un total de 40 kahrisis.

#### Xina

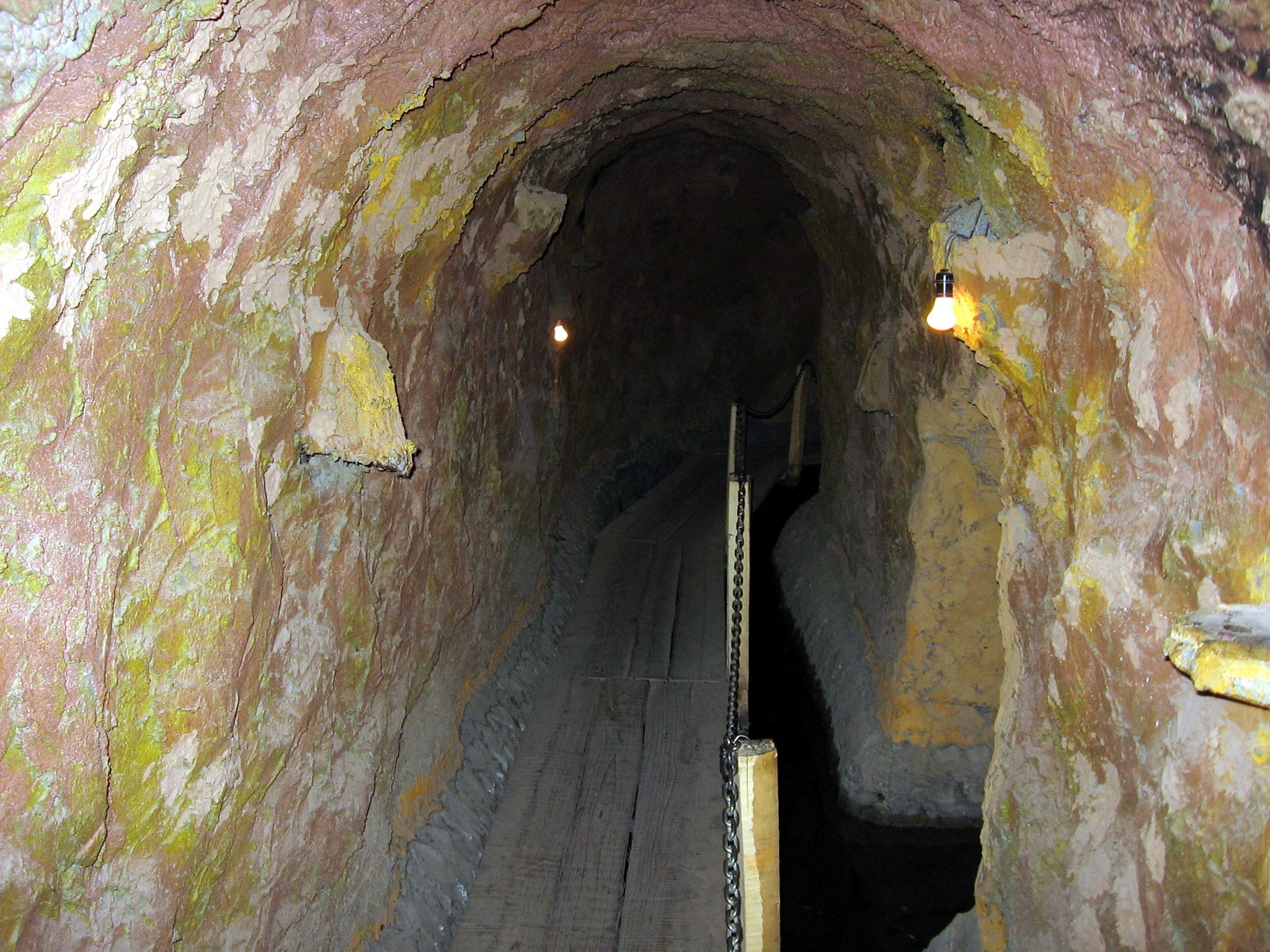
Galeria Karez a prop de Turpan, Xinjiang, Xina

L'oasi de Turpan, als deserts de Xinjiang, al nord - oest de la Xina, utilitza aigua proporcionada per qanat (localment anomenat karez). El nombre de sistemes karez a la zona és lleugerament inferior a 1.000 i la longitud total dels canals és d'uns 5.000 quilòmetres.
Turpan ha estat durant molt de temps el centre d'un oasi fèrtil i un important centre comercial al llarg de la Ruta de la Seda del Nord, moment en què era adjacent als regnes de Korla i Karashahr al sud-oest. El registre històric dels karez s'estén fins a la dinastia Han. El Museu de l'Aigua Turfan és una àrea protegida de la República Popular de la Xina a causa de la importància del sistema d'aigües de Turpan karez per a la història de la zona.

#### Índia
A l'Índia hi ha sistemes karez (qanat). Es troben a Bidar, Bijapur, Burhanpur "(Kundi Bhandara)" i Aurgangabad. Els Karez també existeixen pocs altres llocs, però hi ha investigacions en curs per determinar la realitat. Els sistemes Bidar karez van ser probablement els primers que es van excavar a l'Índia. Data del període Bahmani. Valliyil Govindankutty Professor ajudant de Geografia Government College Chittur va ser el responsable de desencallar els sistemes Karez de Bidar i ha donat suport a l'administració del districte amb resultats de recerca per a la conservació del sistema Karez. Va ser el responsable de cartografiar aquests meravellosos sistemes d'aigua. Bidar té tres sistemes karez segons la documentació de Gulam Yazdani. Valliyil Govindankutty va publicar la documentació detallada del sistema Naubad karez a l'agost del 2013. Es va presentar un informe a l'Administració del districte de Bidar i destaca molts fets nous que no existeixen en documentacions anteriors. El suport a la investigació proporcionat per Valliyil Govindankutty a l'Administració del districte ha permès iniciar la neteja de les deixalles i les seccions col·lapsades que van obrir el camí al seu rejoveniment. La neteja de karez ha conduït a portar aigua a zones més altes de l'altiplà i, al seu torn, ha recarregat els pous de les rodalies. A part de Naubad, hi ha dos sistemes karez més a Bidar, "Shukla Theerth" i "Jamna Mori". Theerth de Shukla és el sistema karez més llarg de Bidar. Valliyil Govindankutty i l'equip YUVAA van descobrir el pou mare d'aquest karez durant una enquesta a prop de Gornalli Kere, un terraplè històric. El tercer sistema anomenat Jamna mori és més que un sistema de distribució dins de la zona vella de la ciutat amb molts canals que travessen els carrils de la ciutat.
El sistema Bijapur karez és molt complicat. L'estudi realitzat per Valliyil Govindankutty revela que té connexions d'aigua superficial i subterrània. El karez Bijapur és una xarxa d'aqüeductes de maçoneria poc profunda, canonades de terracota / ceràmica, terraplens i embassaments, dipòsits, etc. Tots teixen una xarxa per garantir que l'aigua arribi a la ciutat vella. El sistema comença a Torwi i s'estén com aqüeductes poc profunds i més enllà com a canonades; a més, es fa més profund a partir de l'àrea escolar de Sainik, que existeix com un túnel excavat a través de la geologia. El sistema es pot rastrejar clarament fins a Ibrahim Roja.
A Aurangabad, els sistemes karez s'anomenen nahars. Es tracta d'aqüeductes poc profunds que travessen la ciutat. Hi ha 14 aqüeductes a Aurangabad. El Nahar-i-Ambari és el més antic i llarg. Torna a ser una combinació d'aqüeductes poc profunds, canals oberts, canonades, aljubs, etc. La font d'aigua és una massa d'aigua superficial. El karez s'ha construït just sota el llit del llac. L'aigua del llac s'escola pel sòl fins a la galeria Karez.
A Burhanpur, el karez s'anomena "Kundi-Bhandara", de vegades mal anomenat "Khuni Bhandara". El sistema és d'aproximadament 6 De km de llarg comença des dels al·luvions dels turons de Satpura al nord de la ciutat. A diferència de Bidar, Bijapur i Aurgangabad, les ventilacions del sistema són de forma rodona. Dins del Karez es podien veure deposicions de calç a les parets. Els sistemes acaben per transportar l'aigua fins als palaus i les fonts públiques a través de la canonada.

#### Indonèsia
S'ha suggerit que els temples subterranis de Gua Made a Java arribats per eixos, en els quals es trobaven màscares d'un metall verd, es van originar com un qanat.

#### Iran

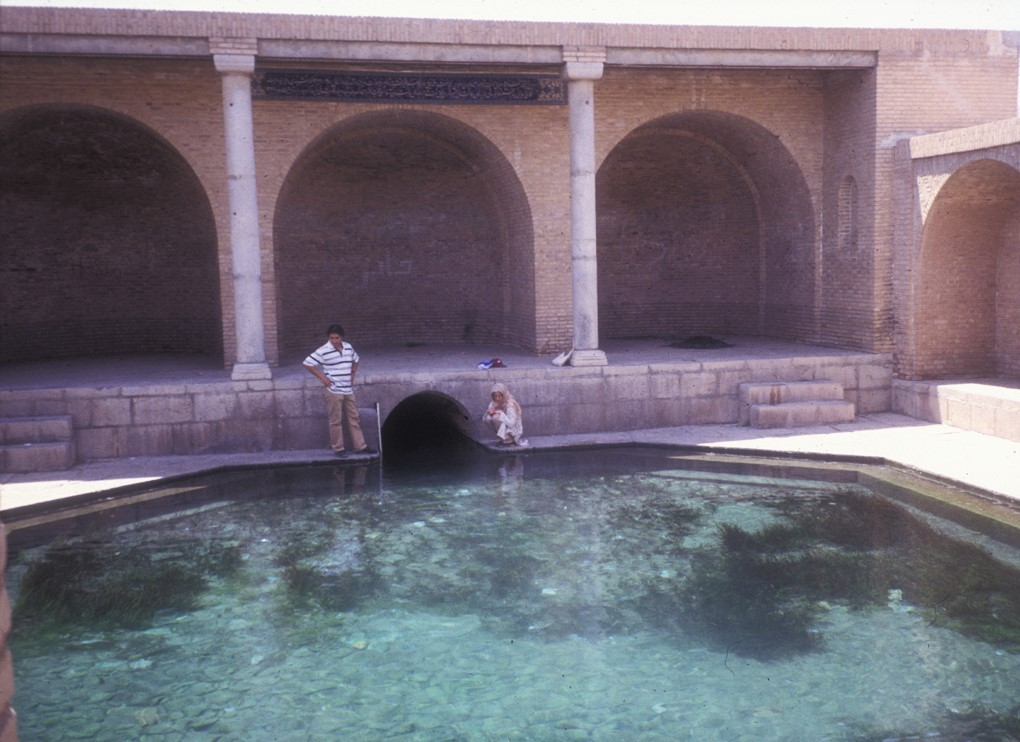
Aquesta superfície de qanat a Fin prové d'una primavera que es creu que té diversos milers d'anys, anomenada La Primavera de Salomó ("Cheshmeh-ye Soleiman"). Es creu que alimentava la zona de Sialk des de l'antiguitat.

El cotó és originari del sud d'Àsia i es conrea a l'Índia des de fa molt de temps. El cotó apareix a la Investigació sobre les plantes de Teofrast i se'n parla a les lleis de Manu. A mesura que les xarxes de comerç transregional es van expandir i intensificar, el cultiu del cotó es va estendre fins a l'Índia i cap al Pròxim Orient, on va devastar els sistemes agrícoles que ja hi havia. Gran part de Pèrsia era inicialment massa calenta perquè el cotó s'hi pogués conrear; per resoldre aquest problema, el qanat es va desenvolupar primer a l'Iran actual, on va duplicar la quantitat d'aigua disponible per al reg i l'ús urbà. Per mor d'això, Pèrsia va gaudir d'excedents agrícoles més grosses, el que va augmentar la urbanització i l'estratificació social. La tecnologia qanat es va estendre posteriorment des de Pèrsia cap a l'oest i cap a l'est.

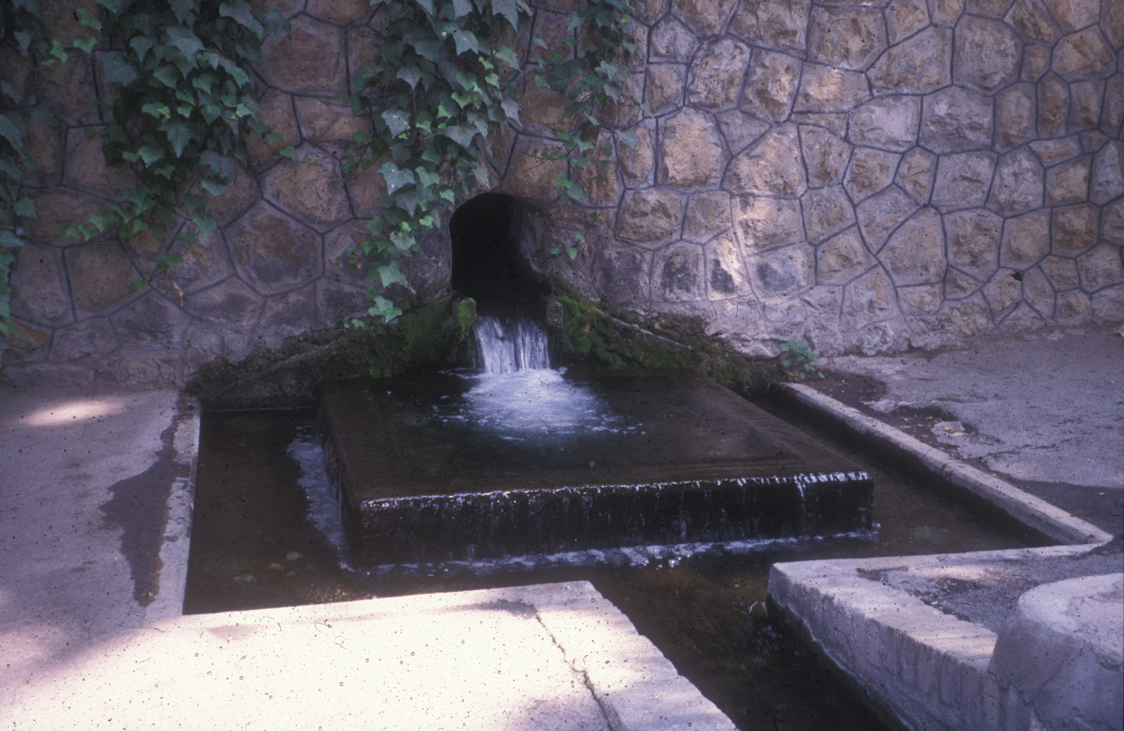
Un Kariz sortint a la superfície a Niavaran, Teheran. S'utilitza per regar els terrenys de la Biblioteca Nacional de l'Iran.

A mitjan segle xx, s'estima que 50.000 qanats s'utilitzaven a l'Iran, cadascun encarregat i mantingut per usuaris locals. D'aquests, només 37.000 es mantenen en ús a partir del 2015.
Un dels qanats més antics i més grossos coneguts és a la ciutat iraniana de Gonabad, i després de 2.700 anys encara proveix d'aigua potable i agrícola uns 40.000 persones. El pou principal té més de 360 metres de profunditat i una longitud de 45 quilòmetres. Yazd, Khorasan i Kerman són zones que són dependents d'un extens sistema de qanats .
El 2016, la UNESCO va inscriure el Qanat persa com a patrimoni de la humanitat, enumerant els onze qanats següents: Qasebeh Qanat, Qanat de Baladeh, Qanat de Zarch, Hasan Abad-e Moshir Qanat, Ebrāhim Ābād Qanat a la província de Markazi, Qanat de Vazvān a Esfahan Província, Mozd Ābād Qanat a la província d'Esfahan, Qanat de la Lluna a la província d'Esfahan, Qanat de Gowhar-riz a la província de Kerman, Jupār - Ghāsem Ābād Qanat a la província de Kerman i Akbar Ābād Qanat a la província de Kerman. Des del 2002, el Consell Intergovernamental del Programa Hidrològic Internacional (IHP) de la UNESCO va començar a investigar la possibilitat que un centre internacional d'investigació de qanat es trobés a Yazd, Iran.
El Qanat de Gonabad, també anomenat kariz Kai Khosrow, és un dels més antics i més grossos del món construït entre el 700 aC i el 500 aC. Aquesta propietat conté 427 pous d'aigua amb una longitud total de 33 km.

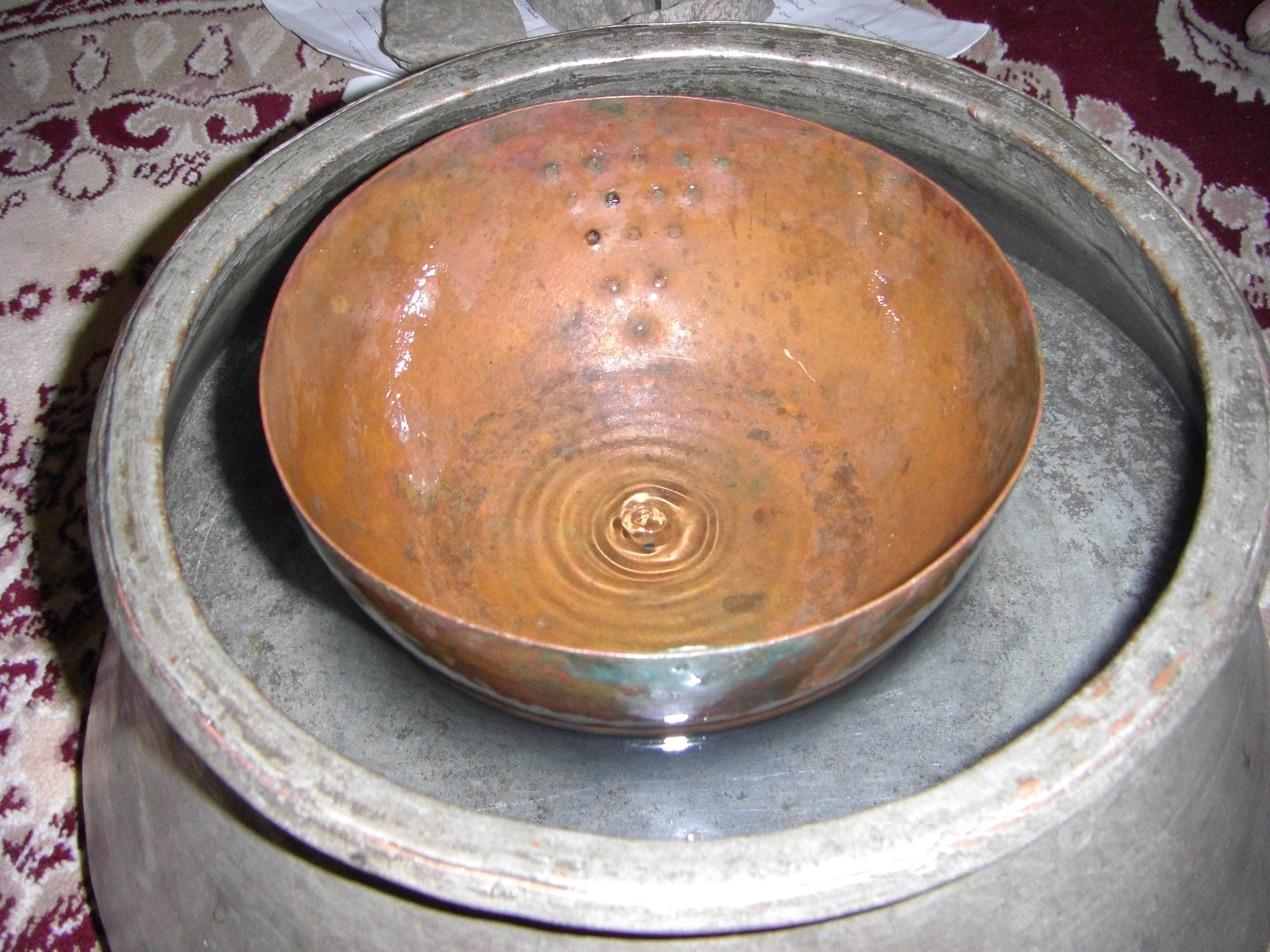
Rellotge d'aigua persa anticse'n

pot trobar un nombre reduït de qanats a les parts nord i oest que reben més precipitacions i gaudeixen d'alguns rius permanents. Respectivament, les províncies Khorasan Razavi, Khorasan meridional, Esfahan i Yazd acullen la majoria dels qanats, però des del punt de vista de la descàrrega d'aigua, les províncies Esfahan, Khorasan Razavi, Fars i Kerman es classifiquen del primer al quart lloc.
Henri Golbot, explored the genesis of the qanat in his 1979 publication, Les Qanats. Une technique d'acquisition de l'eau (The Qanats. a Technique for Obtaining Water), He argues that the ancient Iranians made use of the water that the miners wished to get rid of it, and founded a basic system named qanat or Kariz to supply the required water to their farm lands. According to Goblot, this innovation took place in the northwest of the present Iran somewhere bordering Turkey and later was introduced to the neighboring Zagros Mountains.
Segons una inscripció que va deixar Sargon II, el rei d'Assíria, el 714 aC va envair la ciutat d'Uhlu situada al nord-oest del llac Uroomiye que es trobava al territori de l'imperi Urartu, i llavors va notar que la zona ocupada gaudia de molt rica vegetació tot i que no hi havia cap riu que el travessés. Així, va aconseguir descobrir el motiu pel qual la zona es podia mantenir verda i es va adonar que hi havia alguns qanats darrere de l'assumpte. De fet, va ser Ursa, el rei de la regió, qui havia rescatat la gent de la set i convertit Uhlu en una terra pròspera i verda. Goblot creu que la influència dels medeans i aquemènides va fer que la tecnologia del qanat s'estengués des d'Urartu (al nord-oest de l'Iran i prop de l'actual frontera entre Iran i Turquia) a tot l'altiplà iranià. Va ser una sentència aquemènida que, en cas que algú aconseguís construir un qanat i portar aigua subterrània a la superfície per cultivar terres, o bé renovar un qanat abandonat, l'impost que se suposava que havia de pagar al govern es renunciaria no només a ell, sinó també a ell. també per als seus successors fins a 5 generacions. Durant aquest període, la tecnologia del qanat estava en plena època i fins i tot es va estendre a altres països. Per exemple, seguint l'ordre de Darius, Silaks, el comandant naval de l'exèrcit persa i Khenombiz, l'arquitecte reial, van aconseguir construir un qanat a l'oasi de Kharagha a Egipte. Beadnell creu que la construcció del qanat es remunta a dos períodes diferents: primer van ser construïts pels perses, i més tard els romans van cavar alguns altres qanats durant el seu regnat a Egipte des del 30 aC fins al 395 dC. El magnífic temple construït en aquesta zona durant el regnat de Darius mostra que hi havia una població considerable segons l'aigua dels qanats. Ragerz ha estimat que aquesta població és de 10.000 persones. El document més fiable que confirma l'existència de qanats en aquest moment va ser escrit per Polibi, que afirma que: "els rierols baixen de tot arreu a la base de la muntanya d'Alborz i la gent ha transferit massa aigua des de llarga distància a través d'alguns canals subterranis gastant molta despesa i mà d'obra ".
Durant l'era Selèucida, que va començar després de l'ocupació de l'Iran per Alexandre, sembla que els qanats van ser abandonats.
Pel que fa a la situació dels qanats durant aquesta època, s'han trobat alguns registres històrics. En un estudi d'erudits orientalistes russos s'ha esmentat que: els perses utilitzaven les branques laterals dels rius, les fonts de les muntanyes, els pous i els qanats per subministrar aigua. Les galeries subterrànies excavades per obtenir aigües subterrànies van rebre el nom de qanat. Aquestes galeries es van unir a la superfície a través d'uns eixos verticals que es van enfonsar per tal d'accedir a la galeria per reparar-la si calgués.
Segons els registres històrics, als reis parts no els importaven els qanats de la mateixa manera que els reis aquemènides i fins i tot els reis sassànides. Com a exemple, Arsac III, un dels reis parts, va destruir alguns qanats per tal de dificultar l'avanç de Seleucid Antíoc mentre lluitava amb ell. Els registres històrics d'aquesta època indiquen una regulació perfecta tant en la distribució d'aigua com en les terres de cultiu. Tots els drets sobre l'aigua es van registrar en un document especial al qual es va fer referència en cas de qualsevol transacció. Les llistes de terres de cultiu, ja fossin privades o governamentals, es conservaven al departament fiscal. Durant aquest període hi va haver algunes resolucions oficials sobre qanats, rierols, construcció de preses, explotació i manteniment de qanats, etc. El govern va procedir a reparar o dragar els qanats que van ser abandonats o destruïts per qualsevol motiu i va construir els nous qanats si calgués. Un document escrit en llengua pahlavi assenyalava l'important paper dels qanats en el desenvolupament de les ciutats en aquell moment. A l'Iran, l'aparició de l'islam, que va coincidir amb l'enderrocament de la dinastia sassànida, va provocar un canvi profund en les estructures religioses, polítiques, socials i culturals. Però els qanats es van mantenir intactes, perquè la infraestructura econòmica, inclosos els qanats, era de gran importància per als àrabs. Com a exemple, M. Lombard informa que els clergues musulmans que van viure durant el període abbàssida, com Abooyoosef Ya'qoob (mort el 798 dC), van estipular que qualsevol persona que pogués portar aigua a les terres ocioses per cultivar-ne, es renunciaria al seu impost i tindria dret a les terres conreades. Per tant, aquesta política no va diferir de la dels aquemènides en no rebre cap impost de les persones que van reviure les terres abandonades. La política de suport dels àrabs sobre els qanats va tenir tant èxit que fins i tot la ciutat santa de la Meca també va obtenir un qanat. L'historiador persa Hamdollah Mostowfi escriu: "Zobeyde Khatoon (l'esposa de Haroon al-Rashid) va construir un qanat a la Meca. Després de l'època d'Haroon al-Rashid, durant el regnat del califa Moghtader, aquest qanat va caure en decadència, però el va rehabilitar, i el qanat es va rehabilitar de nou després que es va ensorrar durant el regnat d'altres dos califes anomenats Ghaem i Naser. Després de l'era dels califes, aquest qanat va caure completament en ruïna perquè la sorra del desert el va omplir, però més tard Amir Choopan va reparar el qanat i el va fer tornar a fluir a la Meca ".
També hi ha altres textos històrics que demostren que els abbasides estaven preocupats pels qanats. Per exemple, segons els "Incidents del temps d'Abdollah bin Tahir" escrits per Gardizi, el 830 dC un terrible terratrèmol va assolar la ciutat de Forghaneh i va reduir moltes cases a runes. Els habitants de Neyshaboor acostumaven a Abdollah bin Tahir per demanar-li la seva intervenció, ja que lluitaven pels seus qanats i trobaven la instrucció o la llei pertinents sobre el qanat com a solució ni a les cites del profeta ni als escrits dels clergues. Així doncs, Abdollah bin Tahir va aconseguir reunir a tots els clergues de tot Khorasan i Iraq per compilar un llibre titulat Alghani (El llibre de Qanat). Aquest llibre recollia totes les resolucions sobre qanats que podrien ser d'utilitat per a qui volgués jutjar una disputa sobre aquest tema. Gardizi va afegir que aquest llibre encara era aplicable al seu temps i que tothom feia referències a aquest llibre.
Es pot deduir d'aquests fets que durant el període esmentat el nombre de qanats va ser tan considerable que es va demanar a les autoritats que elaboressin algunes instruccions legals que els concernissin. També mostra que dels segles IX a XI els qanats que van ser el centre dels sistemes agrícoles també van ser d'interès per al govern. A banda del Llibre d'Alghani, que es considera un fulletó de lleis centrat en sentències relacionades amb el qanat basades en principis islàmics, hi ha un altre llibre sobre les aigües subterrànies escrit per Karaji el 1010. Aquest llibre, titulat Extracció d'aigües ocultes, examina només els problemes tècnics associats amb el qanat i tracta de respondre a preguntes habituals com ara com construir i reparar un qanat, com trobar un subministrament d'aigua subterrània, com fer anivellament, etc.. Algunes de les innovacions descrites en aquest llibre es van introduir per primera vegada en la història de la hidrogeologia, i alguns dels seus mètodes tècnics encara són vàlids i es poden aplicar a la construcció de qanat. El contingut d'aquest llibre implica que el seu escriptor (Karaji) no tenia ni idea que existís un altre llibre sobre qanats compilat pels clergues.
Hi ha alguns registres que es remunten a aquella època, que indiquen la seva preocupació per la proximitat legal dels qanats. Per exemple, Mohammad bin Hasan cita Aboo-Hanifeh que, en cas que algú construeixi un qanat en terres abandonades, algú altre pugui cavar un altre qanat a la mateixa terra a condició que el segon qanat estigui a 500 zera (375 metres) del primer.
La senyora Lambton cita a Moeen al-din Esfarzi que va escriure el llibre Rowzat al-Jannat (el jardí del paradís) que Abdollah bin Tahir (de la dinastia taheriana) i Ismaeel Ahmed Samani (de la dinastia Samani) van construir diversos qanats a Neyshaboor. Més tard, al segle xi, un escriptor anomenat Nasir Khosrow va reconèixer tots aquests qanats amb les paraules següents: "Neyshaboor es troba en una vasta plana a una distància de 40 Farsang (≈240 km) de Serakhs i 70 Farsang (≈420 km) de Mary (Marv) ... tots els qanats d'aquesta ciutat funcionen sota terra, i es diu que un àrab ofès per la gent de Neyshaboor s'ha queixat que; quina bella ciutat podria haver esdevingut Neyshaboor si els seus qanats haguessin fluït al la superfície terrestre i, en canvi, la seva gent hauria estat subterrània ". Tots aquests documents certifiquen la importància dels qanats durant la història islàmica als territoris culturals de l'Iran.

Kariz Gonabad Iran

Al segle xiii, la invasió de l'Iran per part de les tribus mongoles va reduir molts qanats i sistemes de reg a la ruïna, i molts qanats van quedar deserts i assecats. Més tard, a l'era de la dinastia Ilkhanid, especialment a l'època de Ghazan Khan i el seu ministre persa Rashid al-Din Fazl-Allah, es van prendre algunes mesures per reviure els qanats i els sistemes de reg. Hi ha un llibre del segle xiv titulat Al-Vaghfiya Al-Rashidiya (Fets de dotació de Rashid) que nomena totes les propietats situades a Yazd, Shiraz, Maraghe, Tabriz, Esfahan i Mowsel que Rashid Fazl-Allah va donar als llocs públics o religiosos.. Aquest llibre esmenta molts qanats que corrien en aquell moment i regaven una àrea considerable de terres de cultiu. Al mateix temps, Seyyed Rokn al-Din va escriure un altre llibre, titulat Jame 'al-Kheyrat, sobre el mateix tema que el llibre de Rashid. En aquest llibre, Seyyed Rokn al-Din nomena les propietats que va donar a la regió de Yazd. Aquests fets de dotació indiquen que es va prestar molta atenció als qanats durant el regnat dels Ilkhanids, però és atribuïble als seus ministres perses, que els van influir.
En els anys 1984-1985, el ministeri d'Energia va fer un cens de 28.038 qanats la descàrrega total dels quals era de 9.000 milions de metres cúbics. En els anys 1992–1993, el cens de 28.054 qanats va mostrar un cabal total de 10.000 milions de metres cúbics. 10 anys després, el 2002-2003, es va informar que el nombre de qanats era de 33.691, amb una descàrrega total de 8.000 milions de metres cúbics.
A les regions restringides hi ha 317.225 pous, qanats i fonts que aboquen 36.719 milions de metres cúbics d'aigua a l'any, dels quals 3.409 milions de metres cúbics supera la capacitat de l'aqüífer. el 2005, al conjunt del país, hi havia 130.008 pous profunds amb un cabal de 31.403 milions de metres cúbics, 33.8041 pous semiprofunds amb un cabal de 13.491 milions de metres cúbics, 34.355 qanats amb un cabal de 8.212 milions de metres cúbics, i 55.912 fonts naturals amb un cabal de 21.240 milions de metres cúbics.

#### Iraq
Una enquesta de sistemes qanat a la regió del Kurdistan de l'Iraq realitzada pel Departament de Geografia de la Universitat Estatal d'Oklahoma (EUA) en nom de la UNESCO el 2009 va trobar que dels 683 sistemes karez, uns 380 encara estaven actius el 2004, però només 116 a 2009. Els motius de la disminució dels qanats inclouen "abandonament i deixadesa" anteriors al 2004, "excés de bombament de pous" i, des del 2005, sequera. L'escassetat d'aigua hauria obligar, des del 2005, més de 100.000 persones a abandonar llurs cases que en depenien per llur subsistència. L'estudi diu que un sol karez pot produir prou aigua domèstica per a gairebé 9.000 individus i regar més de 200 hectàrees de terres de cultiu. La UNESCO i el govern de l'Iraq preveuen rehabilitar el karez mitjançant una iniciativa Karez per a la revitalització comunitària que es posarà en marxa el 2010. La majoria dels karez són a la governació de Sulaymaniyah (84%) i a la governació d'Erbil (13%), especialment a l'ampla plana al voltant i a la ciutat d'Erbil.

#### Japó
Al Japó hi ha diverses dotzenes qanat-com les estructures, conegudes localment com 'Mambo'o 'manbo', sobretot en el por i Gifu prefectures. Mentre que alguns relacionen clarament el seu origen amb el karez xinès i, per tant, amb la font iraniana, una conferència japonesa el 2008 no va trobar prou estudis científics per avaluar els orígens del mambo.

#### Jordània
Entre els qanats construïts a l'Imperi Romà, el llarg aqueducte de Gadara al nord de Jordània de 94 km va ser possiblement el qanat continu més llarg mai construït. Seguint parcialment el curs d'un aqüeducte hel·lenístic més antic, es va començar a treballar excavació després de la visita de l'emperador Hadrià el 129-130 dC. L'aqüeducte de Gadara mai no va acabar del tot i es va posar en servei només per seccions.

#### Pakistan
Al Pakistan, el sistema de reg de qanat només és endèmic a Balutxistan. La concentració més important es troba al nord i al nord-oest al llarg de la frontera Pakistan-Afganistan i oasi de la divisió Makoran .
L'aguda escassetat de recursos hídrics dona a l'aigua un paper decisiu en els conflictes regionals sorgits al llarg de la història de Balutxistan. Per tant, a Balutxistan, la possessió de recursos hídrics és més important que la propietat de la terra. Per tant, després es va desenvolupar un complex sistema de recollida, canalització i distribució d'aigua a Balutxistan. De la mateixa manera, la distribució i el flux imparcial d'aigua a diferents accionistes també requereixen la importància de diferents classes socials a Balotxistan en general i particularment a Makoran. Per exemple, sarrishta (literalment, cap de la cadena) és responsable de l'administració del canal. Normalment és propietari de la quota d'aigua més gran. Sota sarrishta, hi ha diversos caps dels propietaris issadar que també posseïen quotes d'aigua més grans. La jerarquia social dins de la societat Baloch de Makoran depèn de la possessió de majors quotes d'aigua. El paper del sarrishta en alguns casos és jeràrquic i passa de generacions dins de la família i ha de tenir el coneixement dels criteris de distribució imparcial de l'aigua entre diferents issadar.
El repartiment de l'aigua es basa en un complex sistema de mesura indígena que depèn del temps i l'espai, particularment de les fases de la lluna; els hangams. Segons les variacions estacionals i la quota d'aigua, els hangams es reparteixen entre diversos propietaris durant un període de set o catorze dies. No obstant això, en alguns llocs, en lloc de hangam, s'utilitzava anna que es basa en un període de dotze hores per a cada quota. Per tant, si una persona posseeix 16 quotes, vol dir que té dret a l'aigua durant vuit dies en temporada alta i 16 dies a l'hivern, quan el nivell de l'aigua va baixar, així com les expectatives de pluja hivernal (Baharga) a la regió de Makran. La quota d'aigua de dotze hores es va tornar a subdividir en diverses sub-fraccions d'escales de mesura locals com tas o pad (Dr. Gul Hasan Pro VC LUAWMS, conferència nacional de 2 dies sobre Kech).
El districte de Chagai es troba a l'angle nord-oest de Balutxistan, Pakistan, al límit amb l'Afganistan i l'Iran. Els qanats, coneguts localment com Kahn, es troben de manera més àmplia en aquesta regió. S'estenen des del districte de Chaghai fins al districte de Zhob .

#### Síria
Es van trobar qanats a gran part de Síria. La instal·lació generalitzada de bombes subterrànies ha reduït la capa freàtica i el sistema de qanat. Els qanats s'han assecat i han estat abandonats a tot el país.

#### Oman
A Oman del període de l'edat del ferro (que es troba a Salut, Bat i altres llocs) es va construir un sistema d'aqüeductes subterranis anomenats falaj, una sèrie d'eixos verticals molt semblants, connectats per túnels horitzontals amb pendent suau. Hi ha tres tipus de falaj: daudi (àrab: داوودية), amb aqüeductes subterranis; ghaili (àrab: الغيلية), que requereix una presa per recollir l'aigua, i aini (àrab: العينية), la font del qual és una font d'aigua. Això va permetre a l'agricultura a gran escala florir en un entorn de secà. Segons la UNESCO, a Oman encara es fan servir uns 3.000 aflaj (plural) o falaj (singular). Nizwa, l'antiga capital d'Oman, es va construir al voltant d'un falaj que s'utilitza fins avui. Aquests sistemes daten de l'edat del ferro a Oman. El juliol del 2006, cinc exemples representatius d'aquest sistema de reg es van inscriure com a Patrimoni de la Humanitat.

#### Emirats Àrabs Units

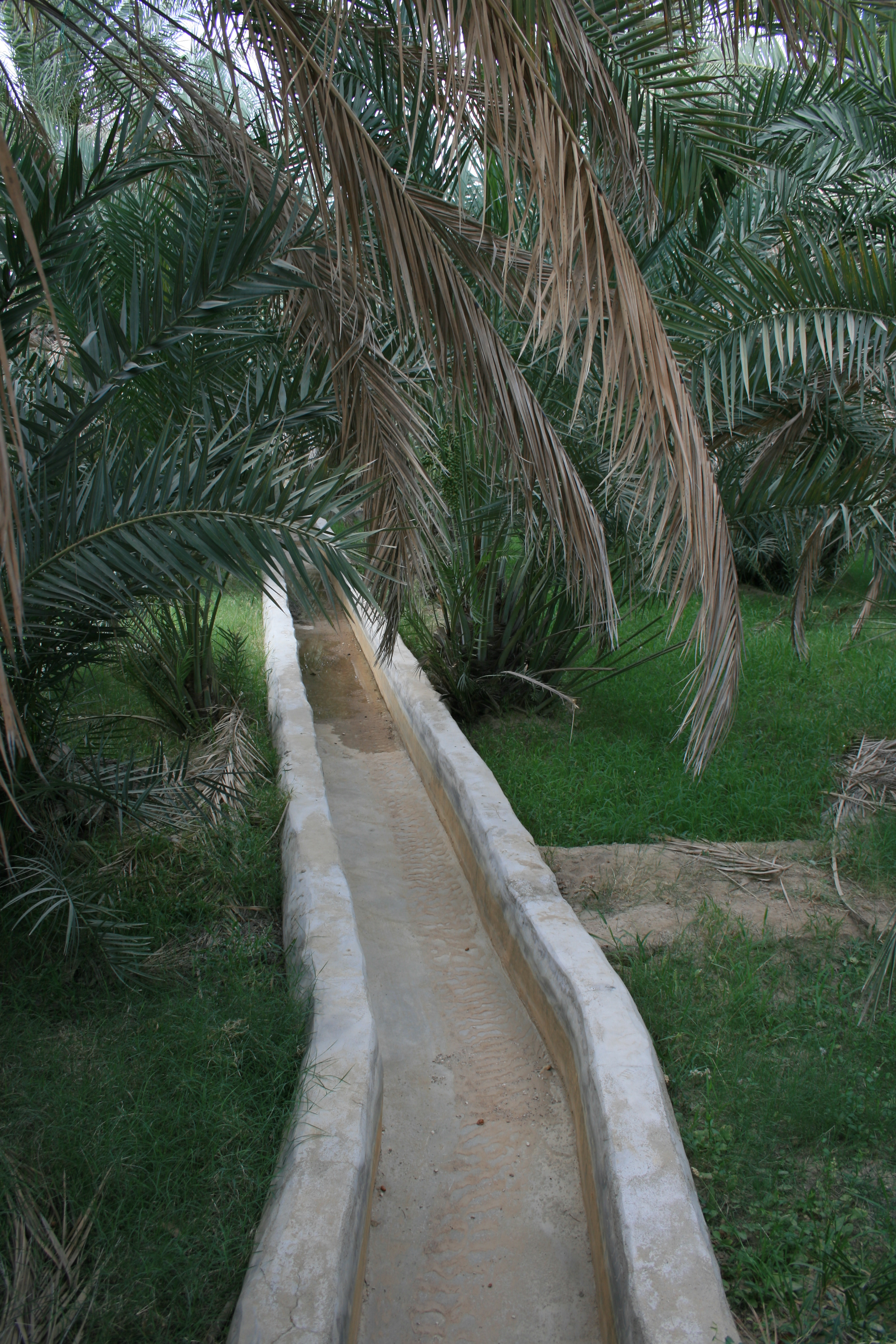
El sistema de reg de falaj a l'oasi d'Ain Ain

Els oasis de la ciutat d'Al Ain (particularment Al-Ain, Al-Qattarah, Al-Mu'taredh, Al-Jimi, Al-Muwaiji i Hili), adjacents a Al-Buraimi, a Oman, continuen amb el tradicional falaj (qanat) regs per als palmerals i jardins, i formen part de l'antic patrimoni de la ciutat.

### Àfrica

#### Egipte
Hi ha quatre oasis principals al desert egipci. L'oasi de Kharga és un dels quals s'ha estudiat a fons. Hi ha proves que ja a la segona meitat del segle v aC es feia servir aigua que portava qanats. Els qanats van ser excavats a través de roca de marès arenosa, que s'infiltra al canal, amb aigua recollida en una conca darrere d'una petita presa al final. L'amplada és d'aproximadament 60 cm (24 in), però l'alçada oscil·la entre els 5 i els 9 metres; és probable que el qanat es va aprofundir per augmentar les filtracions quan va caure el nivell freàtic (com també es veu a l'Iran). Des d'allà l'aigua s'utilitzava per regar els camps.
Hi ha una altra estructura instructiva situada a l'oasi de Kharga. Un pou que aparentment es va assecar es va millorar conduint un eix lateral a través de la pedra arenisca de fàcil penetració (presumiblement en la direcció de la major filtració d'aigua) fins al turó d'Ayn-Manâwîr per permetre la recollida d'aigua addicional. Després d'ampliar aquest eix lateral, es va accionar un altre eix vertical per tallar l'eix lateral. Es van construir cambres laterals i es van fer forats a la roca —suposablement en punts on l'aigua es filtrava de les roques.

#### Líbia

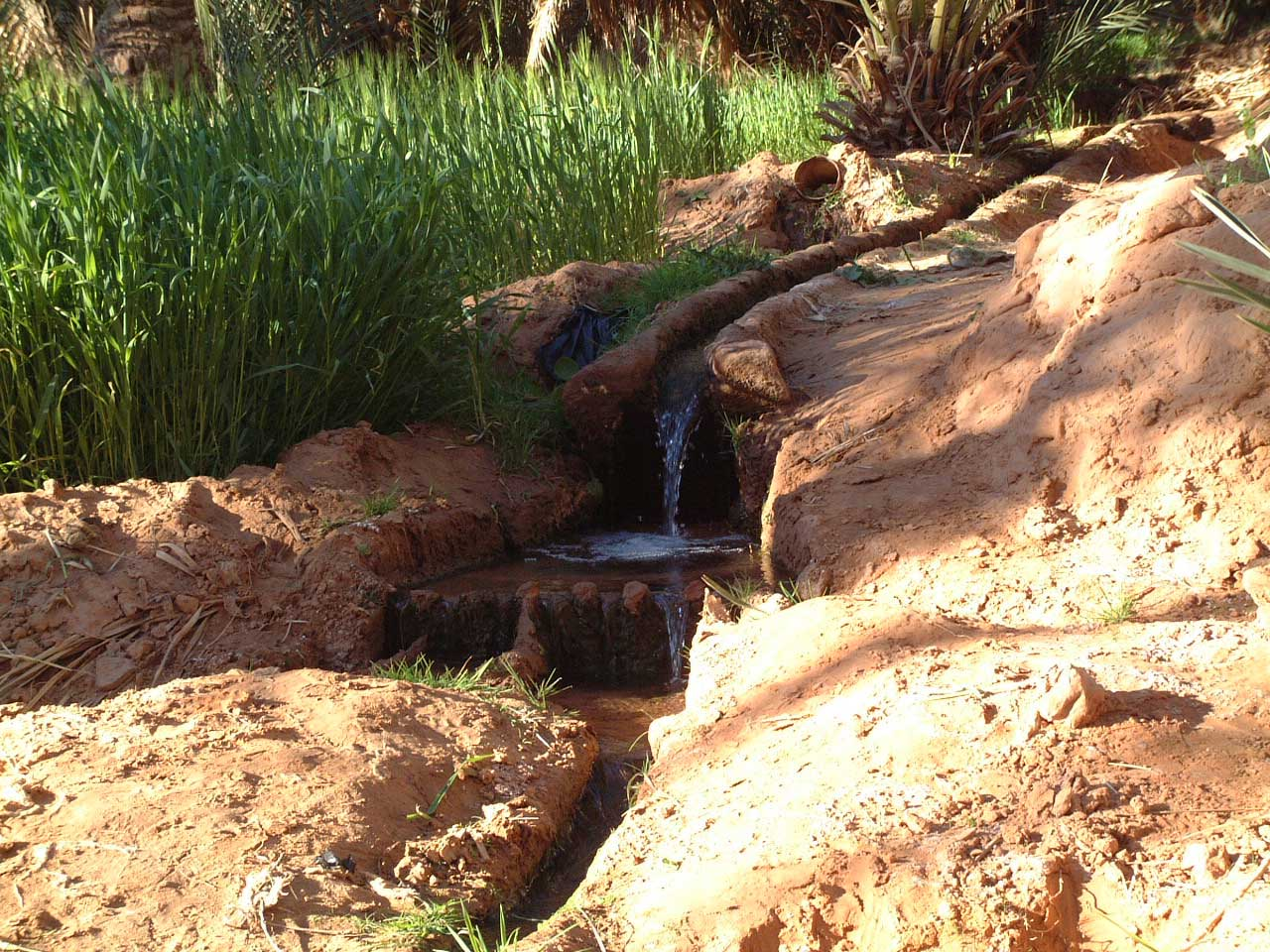
Sortida d'una foggara a Líbia

David Mattingly informa que la foggara s'estén per centenars de quilòmetres al país dels garamants, a prop de Germa, a Líbia: «Els canals eren generalment molt estrets (menys de 2 peus d'ample i 5 d'alçada), però alguns feien diversos quilòmetres de llarg i, en total, uns 600 foggara s'estenien durant a centenars de quilòmetres sota terra. Els canals es van excavar i es van mantenir utilitzant una sèrie d'eixos verticals espaiats regularment, un cada 30 peus més o menys, 100.000 en total, amb una mitjana de 30 peus de profunditat, però de vegades arribant als 130.»

#### Tunísia
El sistema de gestió de l'aigua, anomenat foggara a Tunísia, utilitzat per crear oasis, és similar al del qanat iranià. La foggara es troba excavat als contraforts d'una serralada força escarpada com les serres orientals de les muntanyes de l'Atles. Les precipitacions a les muntanyes entren a l'aqüífer i es desplacen cap a la regió sahariana cap al sud. La foggara, de l'1 al 3 de km, penetra a l'aqüífer i recull l'aigua. Les famílies mantenen la foggara i posseeixen el terreny que rega amb una amplada de deu metres, amb una longitud calculada per la mida de la parcel·la que regarà l'aigua disponible.

#### Algèria

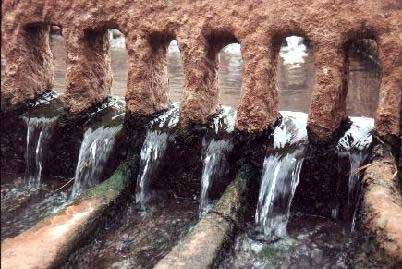
«Mesurament» de l'aigua a través d'un embassament de distribució en una foggara a Algèria

Els qanats (denominats foggaras a Algèria) són la font d'aigua per al reg en grans oasis com el de Gourara. Les foggares també es troben a Touat (una zona d'Adrar, a 200 km de Gourara). S'estima que la longitud de les boires d'aquesta regió serà de milers de quilòmetres.
Tot i que les fonts suggereixen que les foggares podrien haver estat utilitzats ja al 200 dC, eren clarament utilitzats al segle xi després que els àrabs prenguessin possessió dels oasis al segle X i els residents abraçessin l'islam.
L'aigua es mesura als diferents usuaris mitjançant l'ús d'assuts de distribució que mesuren el flux cap als diferents canals, cadascun per a un usuari separat.
La humitat dels oasis també s'utilitza per complementar el subministrament d'aigua a la foggara. El gradient de temperatura als eixos verticals fa que l'aire pugi per convecció natural, provocant l'entrada d'un corrent d'aire a la foggara. L'aire humit de la zona agrícola es dirigeix cap a la foggara en direcció contrària a l'escorrentia d'aigua. A la foggara es condensa a les parets del túnel i l'aire passa dels eixos verticals. Aquesta humitat condensada es pot reutilizar.

#### Marroc
Al sud del Marroc, també s'utilitza el qanat (localment khettara). Als marges del desert del Sàhara, els oasis aïllats de la vall del riu Draa i Tafilalt confien en l'aigua del qanat per al reg des de finals del segle XIV. A Marràqueix i la plana de Haouz, els qanats han estat abandonats des de principis dels anys setanta, després d'haver-se assecat. A la zona de Tafilaft, la meitat de les 400 khettaras encara s'utilitzen. Es diu que l'impacte de la presa de Hassan Adahkil sobre les capes freàtiques locals és una de les moltes raons de la pèrdua de la meitat de les khettares.
Els berbers negres (haratin) del sud eren la classe hereditària dels excavadors de qanat al Marroc que construïen i reparaven aquests sistemes. El seu treball era perillós.

### Europa

#### Grècia
El túnel d'Eupalinos a Samos discorre durant un quilòmetre a través d'un turó per subministrar aigua a la ciutat de Pythagorion. Va ser construït per ordre del Tirà Policrates cap al 550 aC. Als dos extrems del túnel, uns túnels poc profunds semblants al qanat transportaven l'aigua des de la font fins a la ciutat.

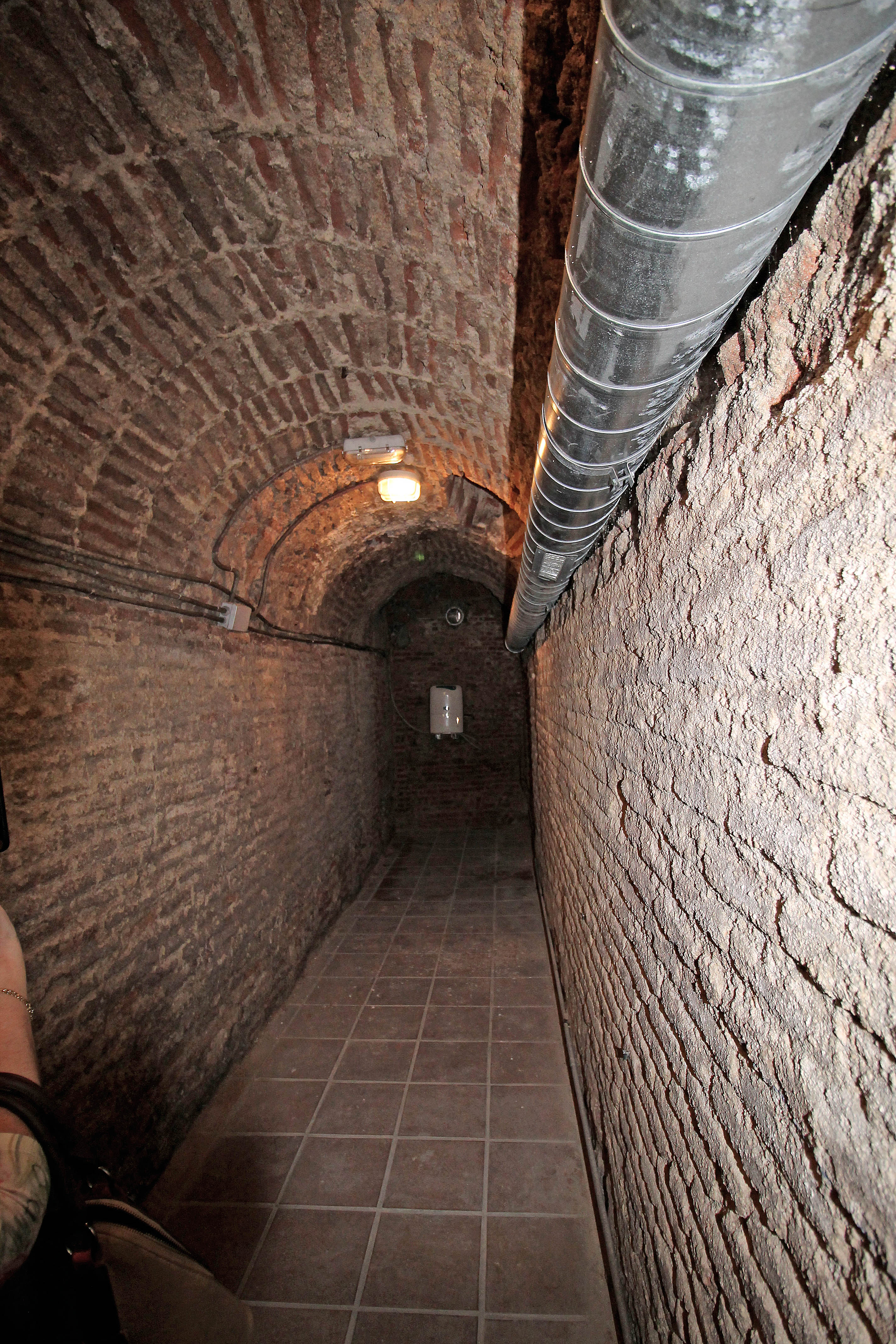
Un viaje de agua conservat a Madrid.

#### Itàlia
El túnel de Claudius, de llarg recorregut (5.653 m), destinat al desguàs de l'aigua interior més gran d'Itàlia, el llac Fucine, es va construir mitjançant les tècniques dels qanats. Presentava trams de fins a 122 m de profunditat. Tota l'antiga ciutat de Palerm, a Sicília, estava equipada amb un enorme sistema de qanat construït durant el període àrab (827-1072). Molts dels qanats ara estan mapejats i alguns es poden visitar. La famosa sala Scirocco té un sistema d'aire condicionat refrigerat pel flux d'aigua d'un qanat i una "torre del vent", una estructura capaç d'atrapar el vent i utilitzar-lo per atraure l'aire refredat cap a l'habitació.

#### Luxemburg
El Raschpëtzer prop de Helmsange al sud de Luxemburg és un exemple particularment ben conservat de qanat romà. Probablement és el sistema més extens d'aquest tipus al nord dels Alps. Fins ara s'han explorat uns 330 m de la longitud total del túnel de 600 m. S'han investigat tretze dels 20 a 25 eixos. Sembla que el qanat proporcionava aigua a una gran vil·la romana als vessants de la vall d'Alzette. Va ser construït durant el període gal·loromà, probablement cap a l'any 150 i va funcionar uns 120 anys després.
Encara hi ha molts exemples de sistemes de galeria o qanat a Espanya, molt probablement portats a la zona pels moriscos durant el seu domini a la península Ibèrica. Turrillas a Andalusia, als vessants orientats al nord de la serra d'Alhamilla, té evidències d'un sistema de qanat. Granada és un altre lloc amb un ampli sistema de qanat. A Madrid es deien "viajes de agua" i s'utilitzaven fins fa relativament poc. Vegeu Viaje de agua i Viajes de agua en el Madrid histórico en castellà.

### Amèrica
Els qanats a les Amèriques, normalment anomenats puquios o galeries de filtració, es poden trobar a la regió de Nazca al Perú i al nord de Xile. Els espanyols van introduir qanats a Mèxic el 1520 dC.
Al desert dAtacama, al nord de Xile, els qanats són coneguts com socavones . Se sap que existeixen socavons a la vall d'Azapa i a l'oasi de Sibaya, Pica - Matilla i Puqui Nuñez. El 1918 el geòleg Juan Brüggen va esmentar l'existència de 23 socavones a l'oasi de Pica, però, des de llavors, han estat abandonats a causa dels canvis econòmics i socials.